# Schnabelriede
Schnabelriede (Rhynchospora) sind die einzige Gattung der Tribus Rhynchosporeae innerhalb der Pflanzenfamilie der Sauergrasgewächse (Cyperaceae). Die etwa 399 Arten sind fast weltweit verbreitet.

## Beschreibung vonRhynchosporas.str.

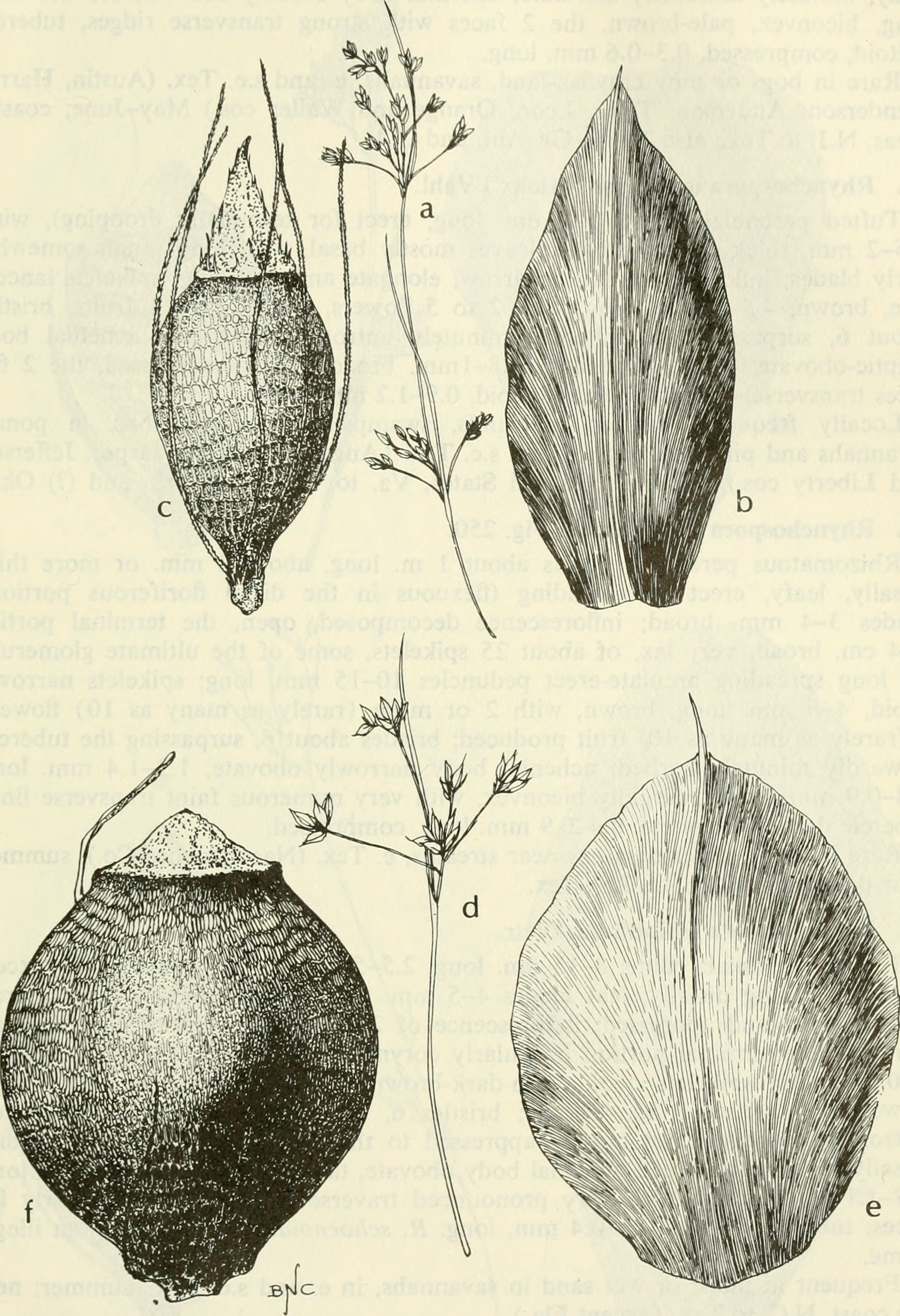
Illustration aus Aquatic and wetland plants of southwestern United States, 1972 von Rhynchospora mixta

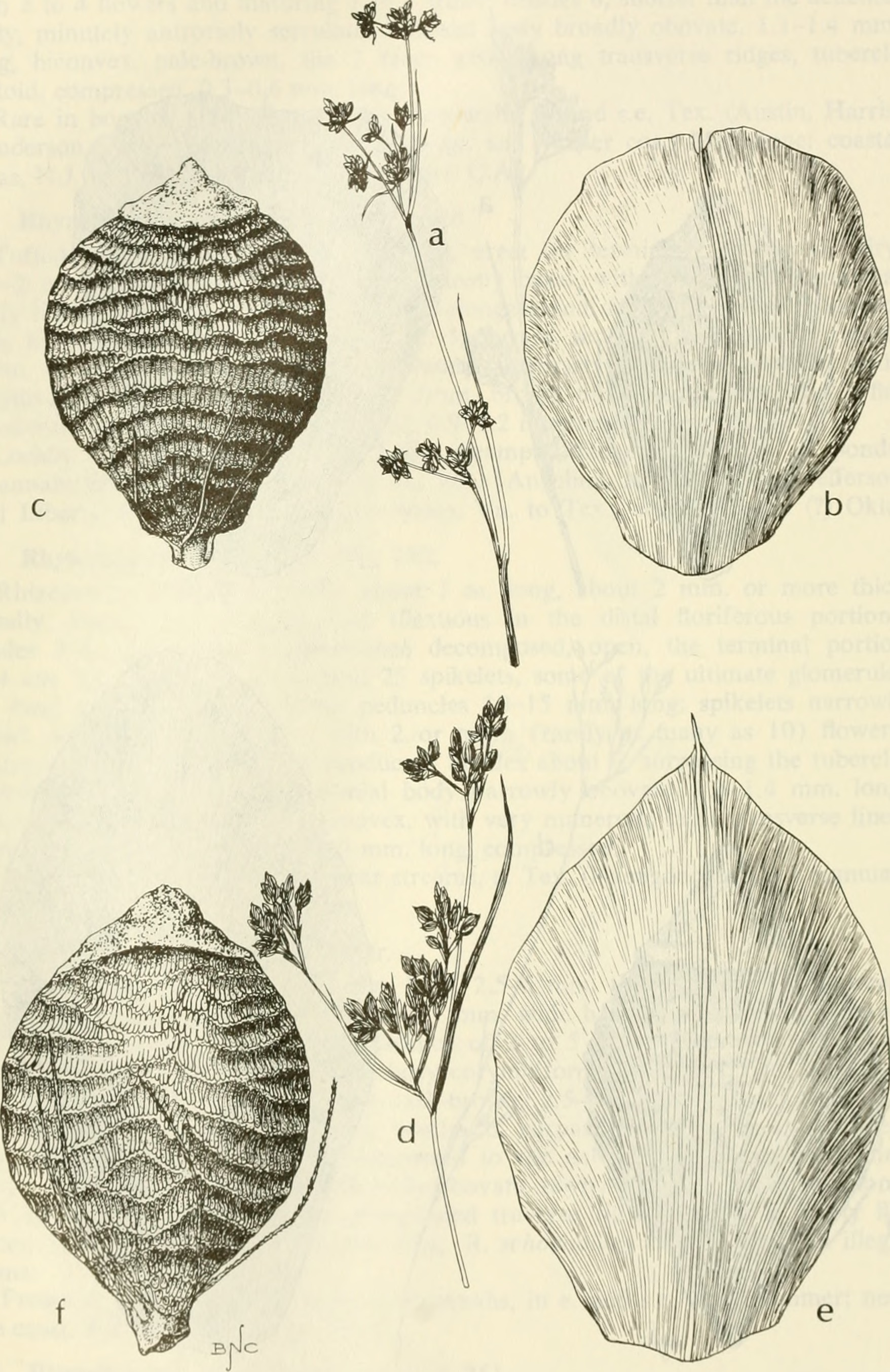
Illustration aus Aquatic and wetland plants of southwestern United States, 1972 von Rhynchospora perplexa

### Vegetative Merkmale
Rhynchospora-Arten wachsen meist als ausdauernde, seltener als einjährige, krautige Pflanzen. Die zu mehreren zusammenstehenden, aufrechten Halme sind dreikantig oder stielrund. Die grundständigen oder am Halm verteilt angeordneten Laubblätter bestehen aus einer geschlossenen Blattscheide und einer einfachen Blattspreite. Die lineale Blattspreite ist flach oder kanalikulär.

### Generative Merkmale
Die Hochblätter sind laubblattähnlich. Der rispige Gesamtblütenstand ist aus mehreren ährigen oder kopfigen Teilblütenständen zusammengesetzt. Die gestielten oder sitzenden Ährchen (Teilblütenstände) sind schmal-eiförmig, eiförmig oder ellipsoid und können manchmal etwas abgeflacht sein. Die wenigen bis vielen einnervigen Hüllspelzen sind spiralig dachziegelartig überlappend oder selten zweizeilig angeordnet; drei oder vier basale Hüllspelzen sind kürzer als die anderen und leer. Entweder sind alle Blüten zwittrig oder im Blütenstand sind die unteren zwittrig und die oberen männlich oder steril. Es sind keine bis sechs, selten bis zu 13, zu rauen oder glatten Borsten reduzierte Blütenhüllblätter vorhanden. Es sind zwei oder drei Staubblätter vorhanden. Der schlanke Griffel endet in zwei Narben.
Die Nussfrüchte sind meist verkehrt-eiförmig bis eiförmig, bikonvex und ihre Oberfläche ist unterschiedlich strukturiert oder seltener glatt.

## Vorkommen
Die Gattung Rhynchospora s. str. ist fast weltweit verbreitet, hat die meisten Arten aber in den Subtropen und Tropen der Neuen Welt und fehlt nur in der Arktis. In Deutschland kommen die zwei Arten Weißes Schnabelried (Rhynchospora alba) und Braunes Schnabelried (Rhynchospora fusca) vor.
In Mitteleuropa gedeihen die Rhynchospora-Arten meist auf feuchten, sandigen Standorten, auf torfigen Wiesen und sumpfigen Wäldern der Ebene bis zur unteren und mittleren Bergstufe. In den Anden steigt die Arten der Gattung Rhynchospora s. str. bis zu einer Höhenlage von 3700 Metern auf.

## Systematik
Die Gattung Rhynchospora wurde 1805 durch Martin Vahl in Enumeratio plantarum. Zweiter Band, 1805, Seite 229 mit der Typusart Rhynchospora alba (L.) Vahl aufgestellt.
Bei Thomas et al. 2009 war man noch der Ansicht, dass Rhynchospora und Pleurostachys Brongn. eigenständige Gattungen darstellen und zusammen die Tribus Rhynchosporeae Nees bilden. Die Tribus Rhynchosporeae gehört zur Unterfamilie Cyperoideae innerhalb der Familie der Cyperaceae. Thomas (2020) stellte die Arten der bisherigen Gattung Pleurostachys in die Gattung Rhynchospora. Synonyme für Rhynchospora Vahl nom. cons. sind seit Thomas et al. 2009: Asteroschoenus Nees, Astroschoenus Lindl., Calyptrolepis Steud., Calyptrostylis Nees, Cephaloschoenus Nees, Ceratoschoenus Nees, Cleistocalyx Steud., Dichroma Ham. nom. illeg., Dichromena Michx., Diplochaete Nees, Echinoschoenus Nees & Meyen, Ephippiorhynchium Nees, Eriochaeta Torr. ex Steud., Haloschoenus Nees, Haplostylis Nees, Hygrocharis Nees, Kleistrocalyx Steud., Leptoschoenus Nees, Lonchostylis Torr., Microchaeta Rchb., Micropapyrus Suess., Mitrospora Nees, Morisia Nees, Nemochloa Nees nom. illeg., Nomochloa Nees nom. illeg., Pachymitra Nees, Phaeocephalum Ehrh., Pleurostachys Brongn., Psilocarya Torr., Pterochaete Arn. ex Boeckeler, Pterotheca C.Presl, Ptilochaeta Nees, Ptilosciadium Steud., Spermodon P.Beauv. ex T.Lestib., Sphaeroschoenus Nees, Syntrinema H.Pfeiff., Trichochaeta Steud., Triodon Rich., Zosterospermon P.Beauv. ex T.Lestib.

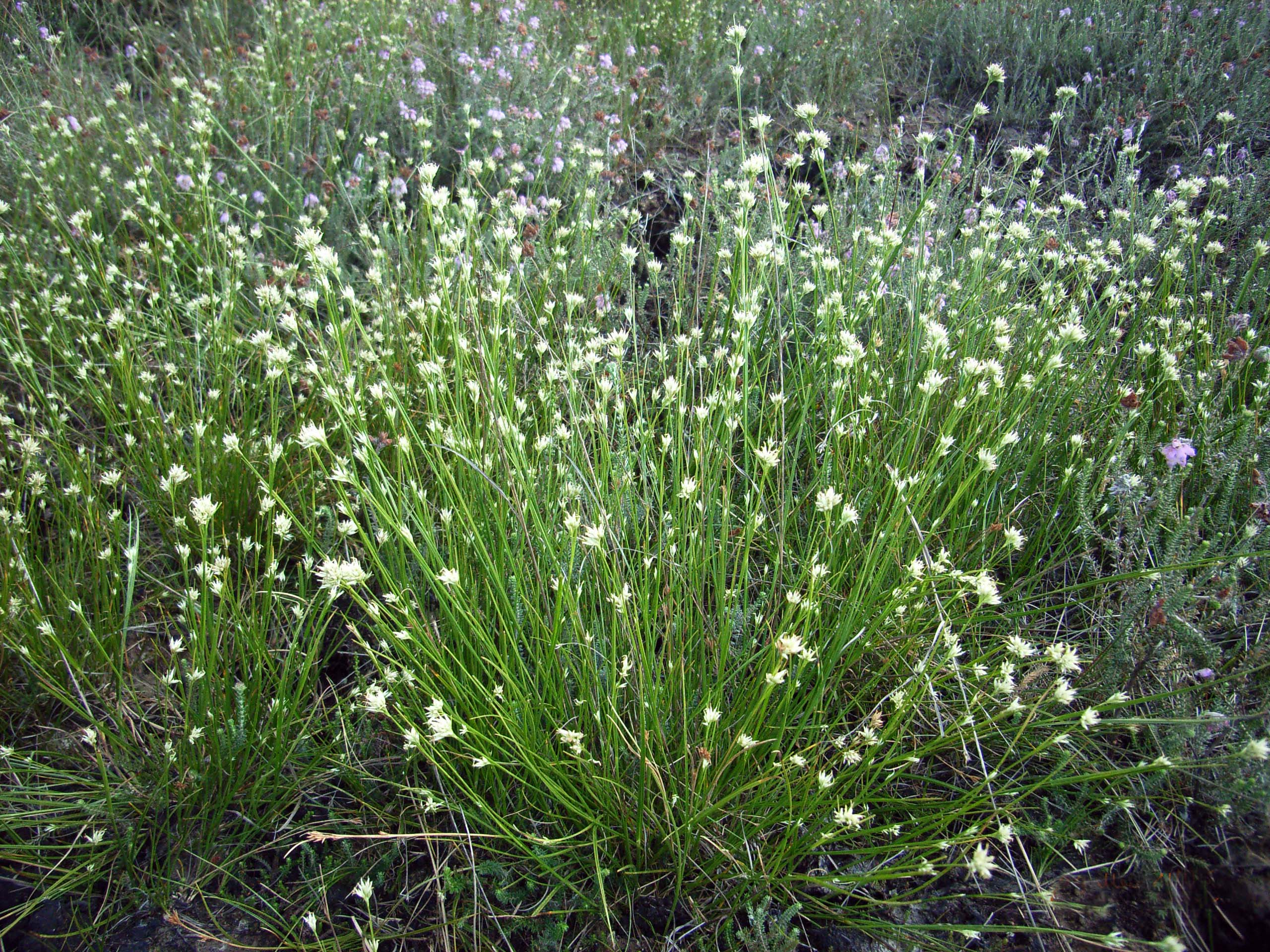
Weißes Schnabelried (Rhynchospora alba)

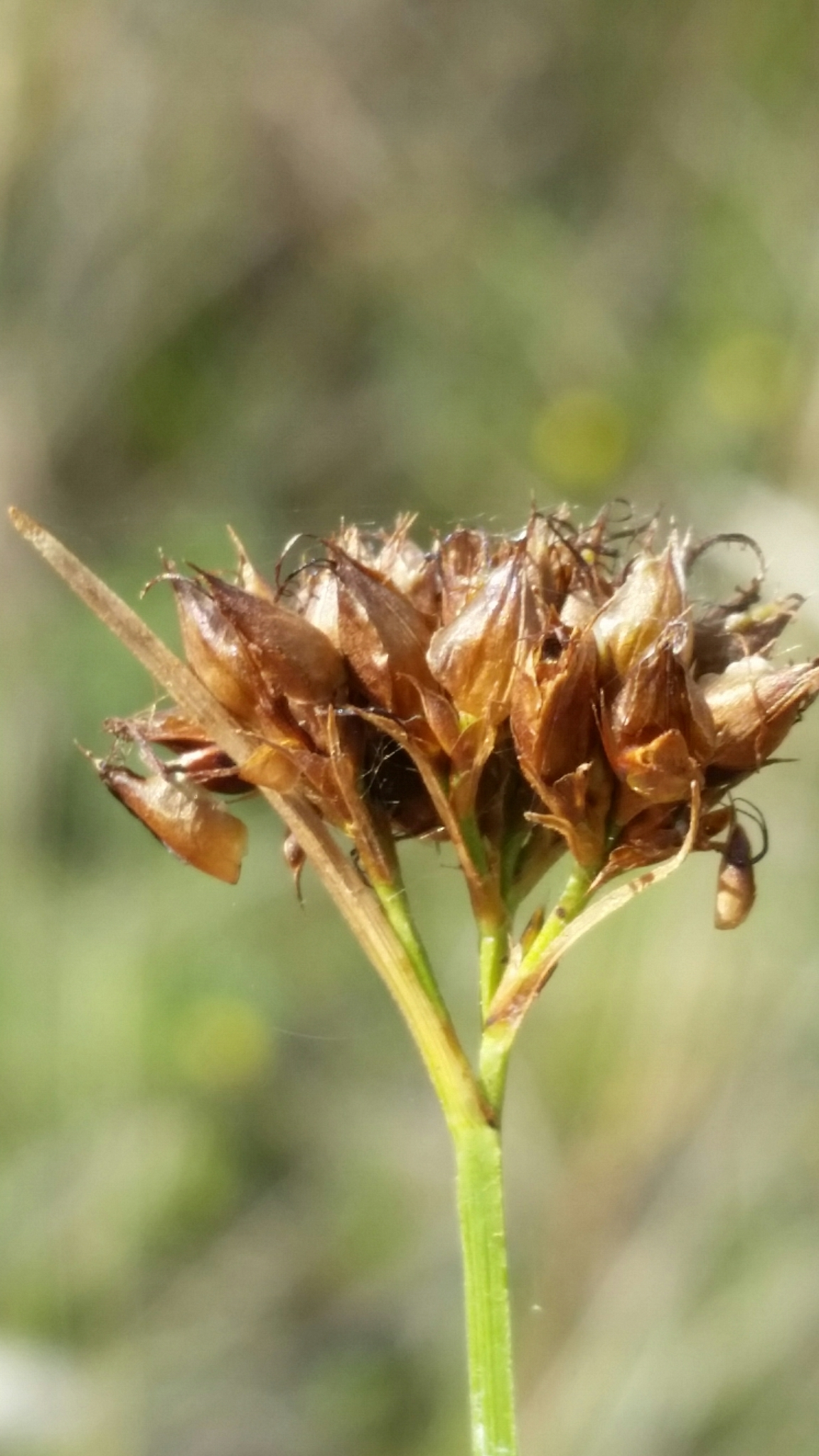
Fruchtstand von Rhynchospora baldwinii

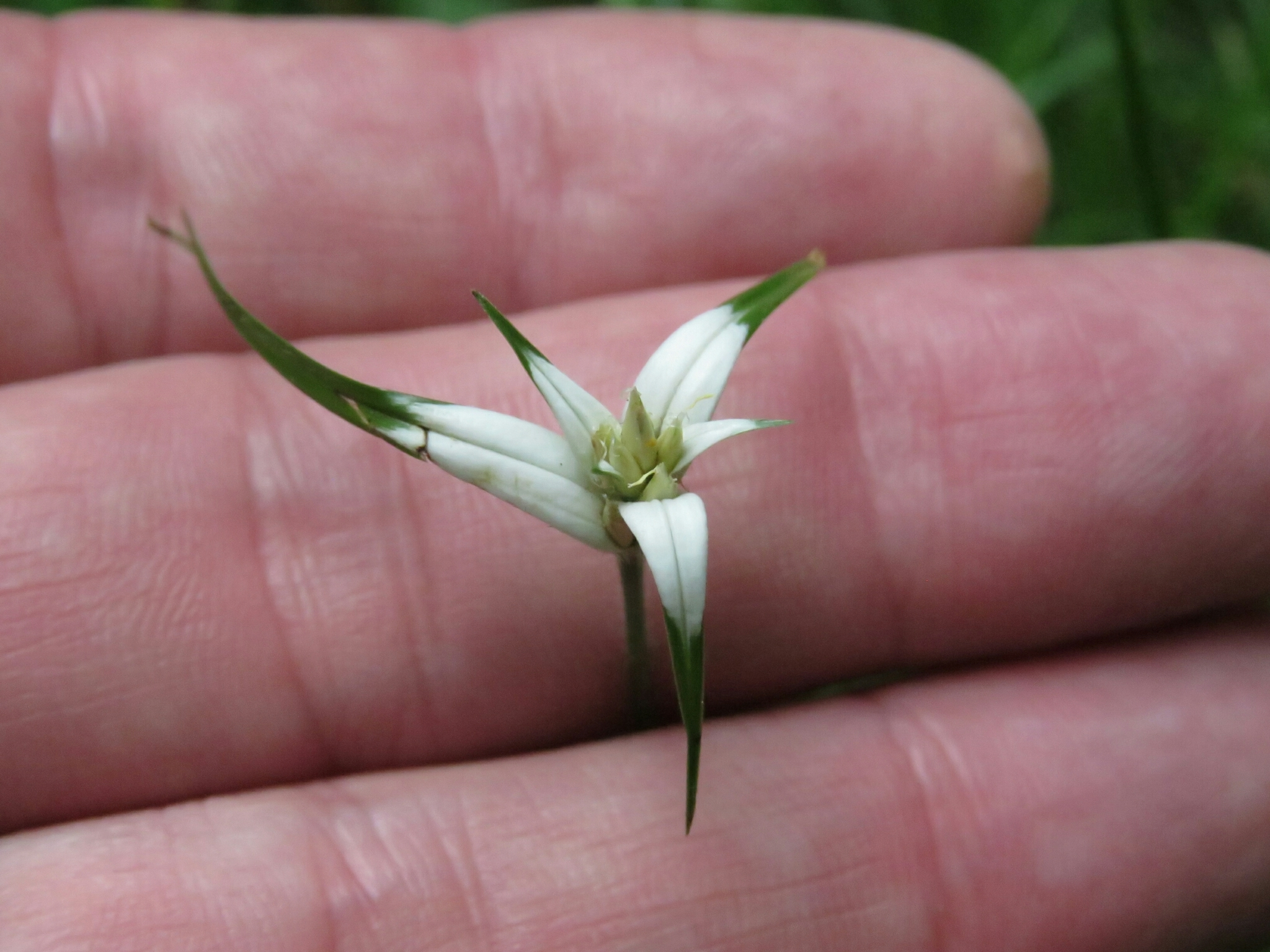
Blütenstand von Rhynchospora blepharophora

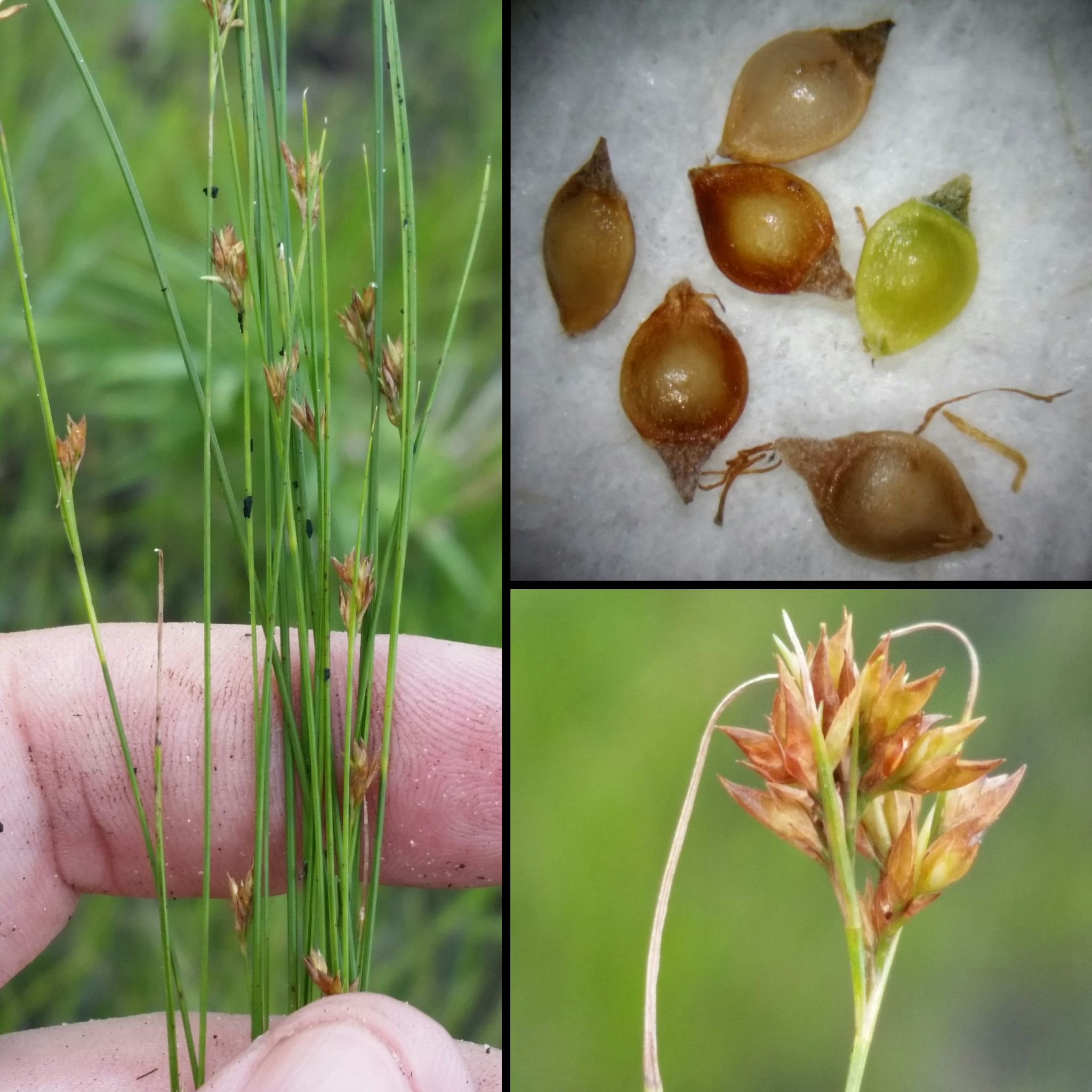
Rhynchospora brachychaeta

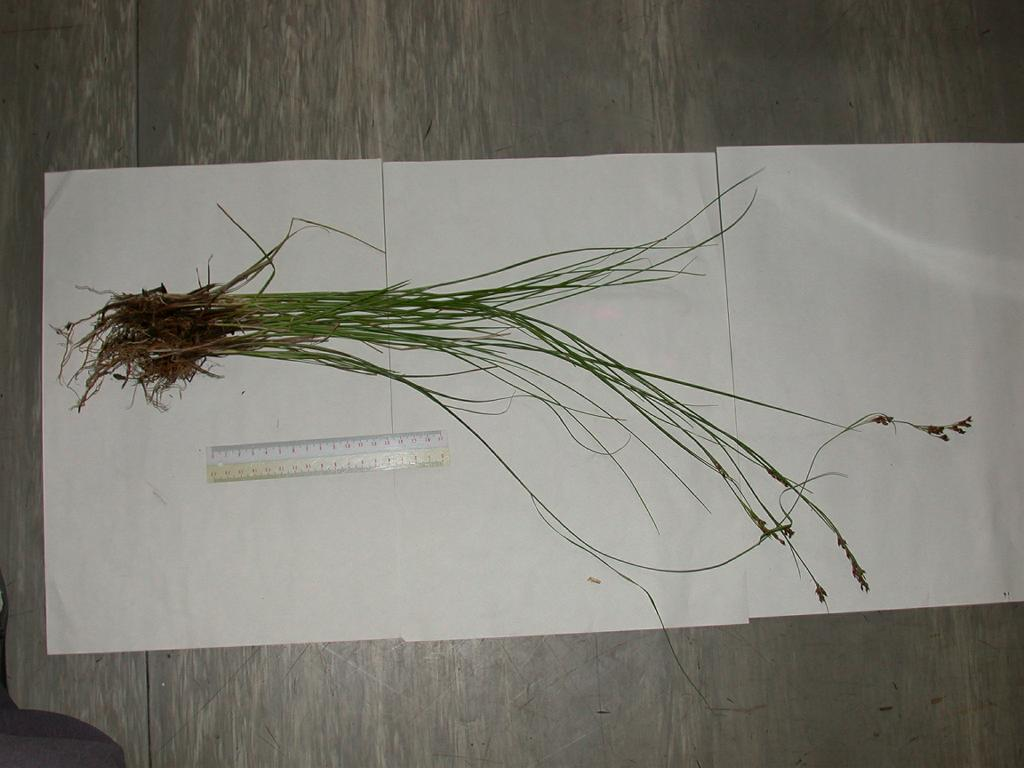
Unter- und oberirdische Pflanzenteile von Rhynchospora brownii

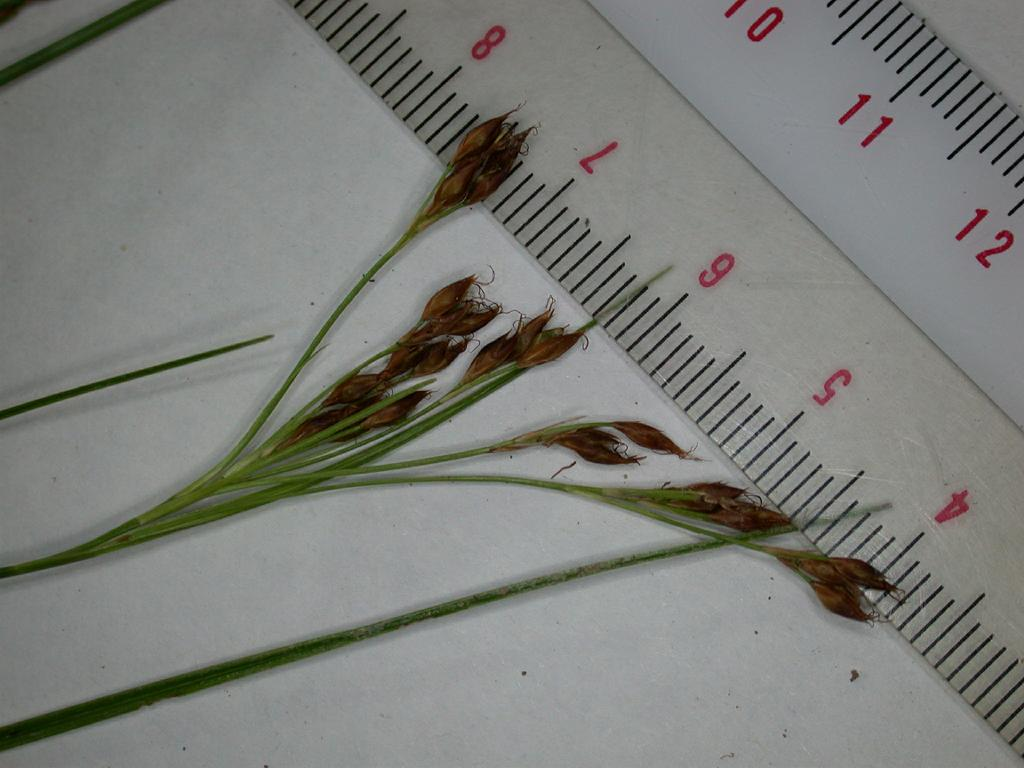
Blütenstand von Rhynchospora brownii

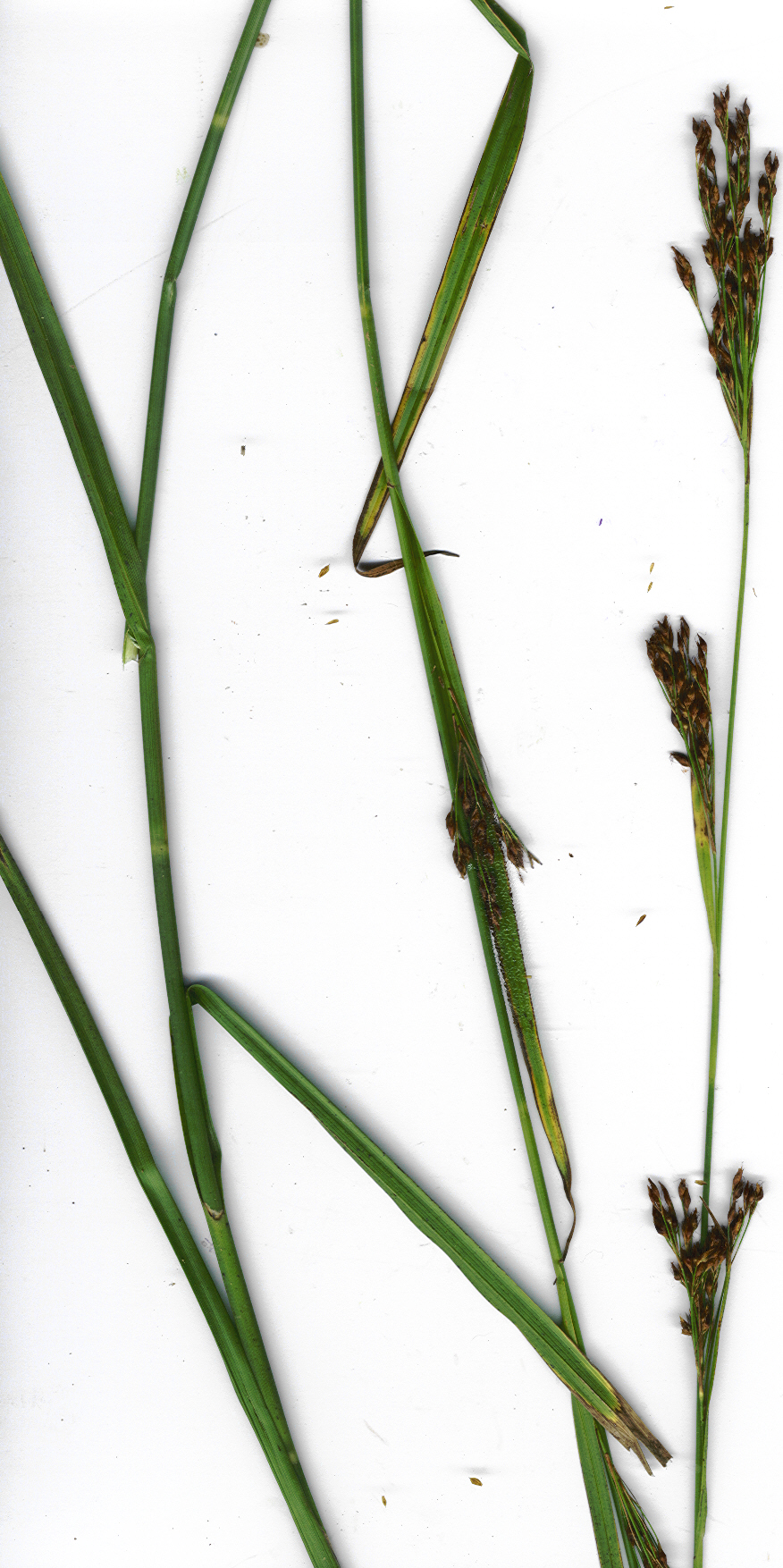
Rhynchospora caduca

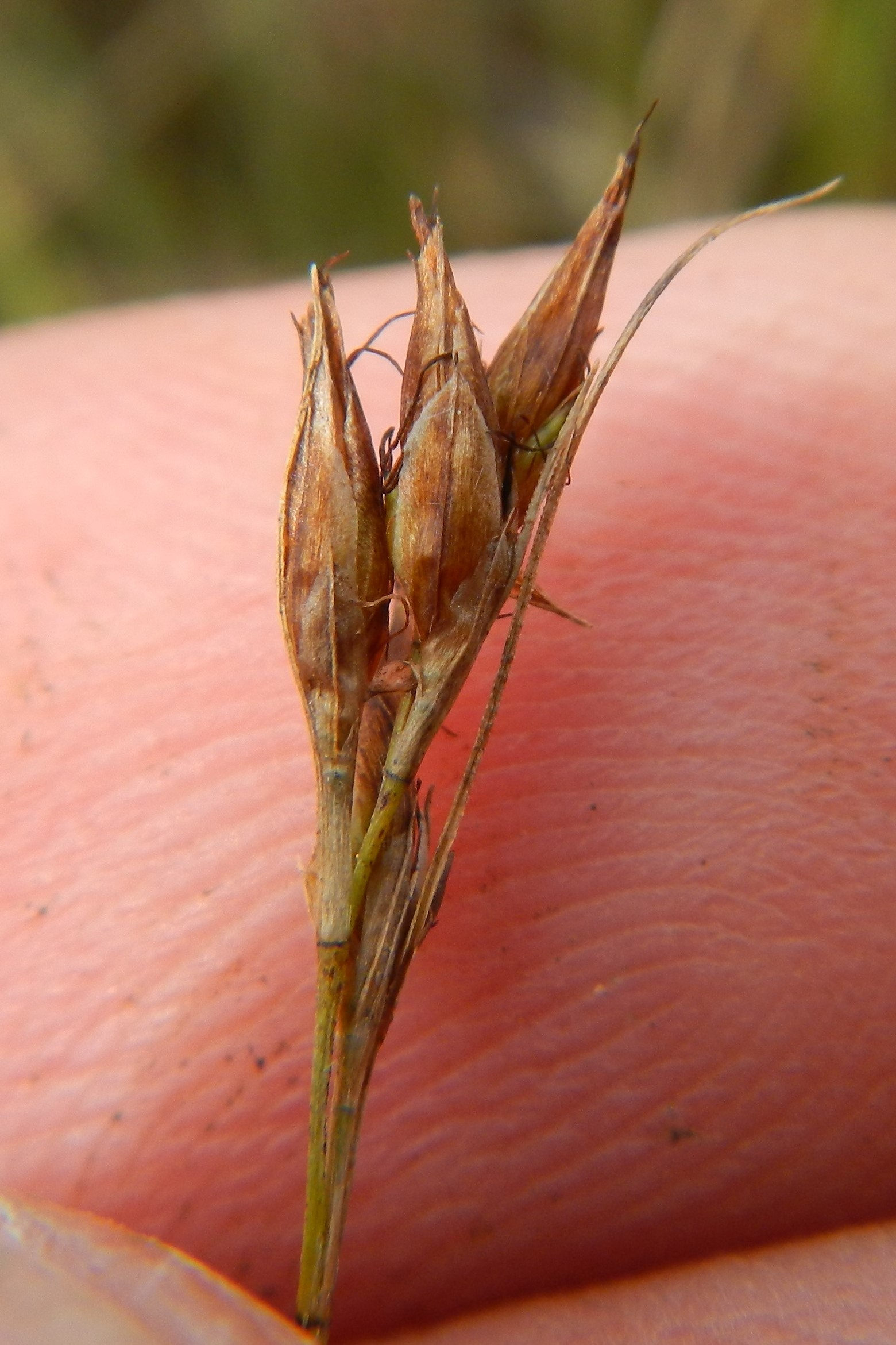
Fruchtstand von Rhynchospora capillacea

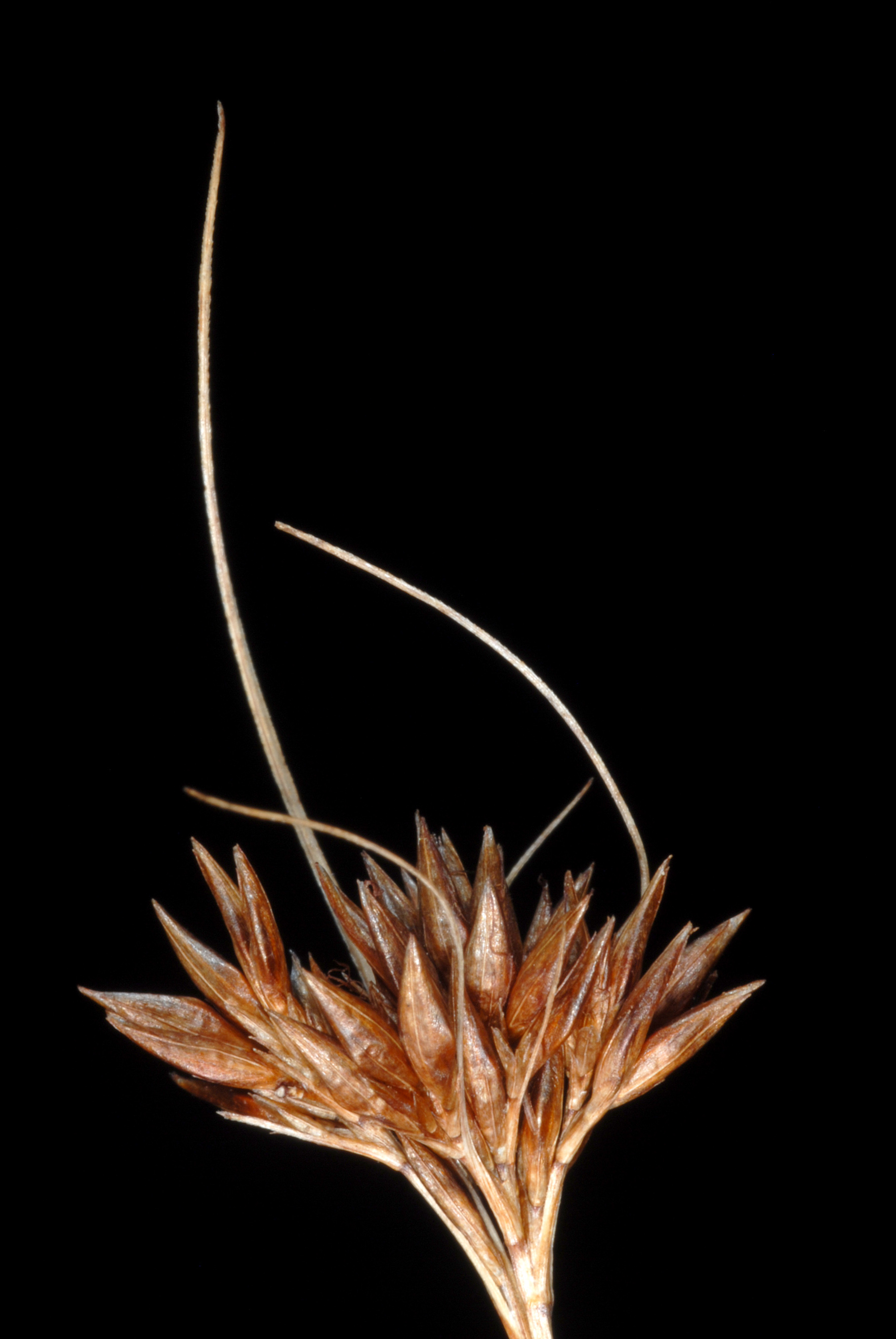
Fruchtstand von Rhynchospora capitellata

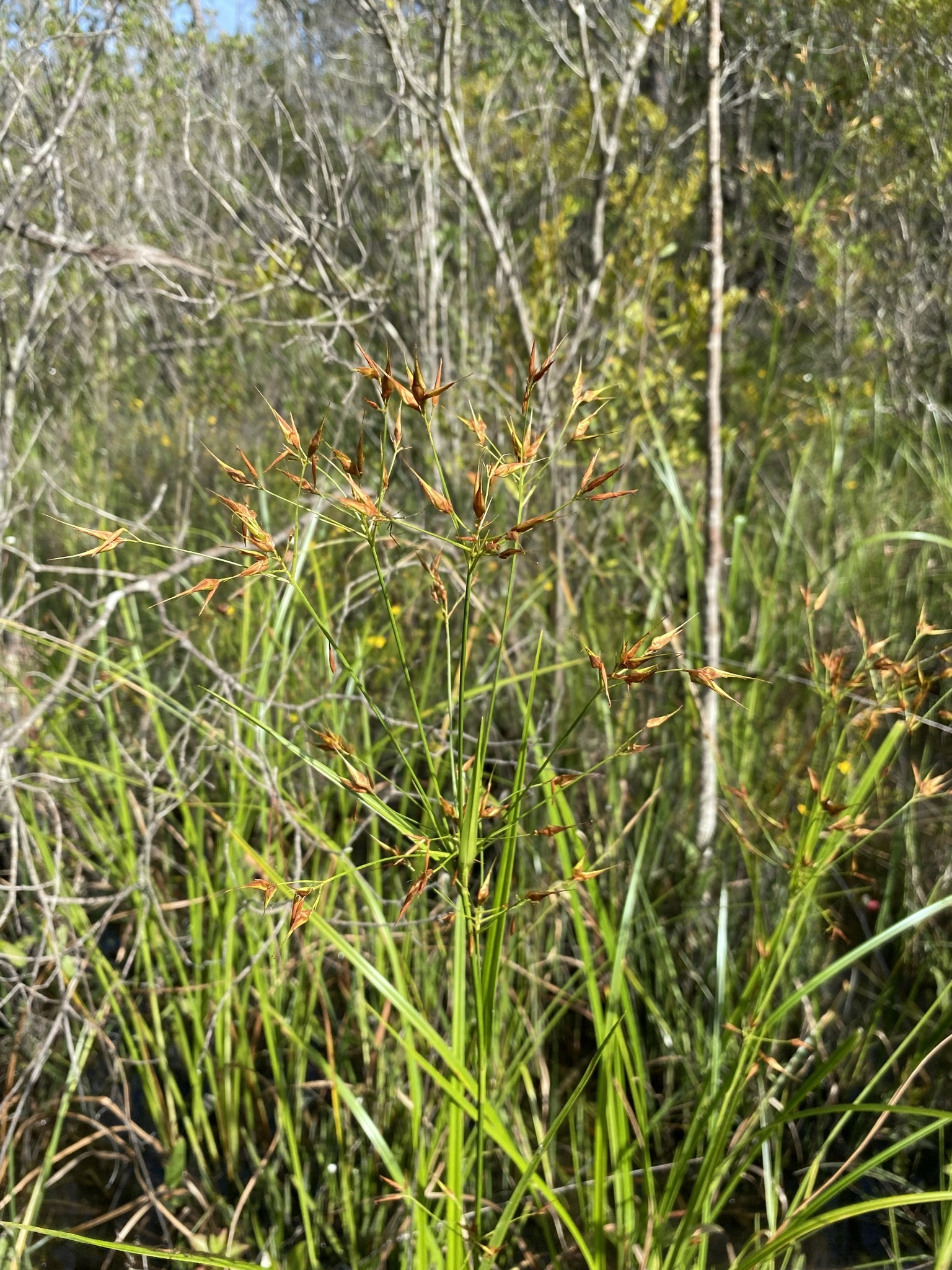
Rhynchospora careyana im Habitat

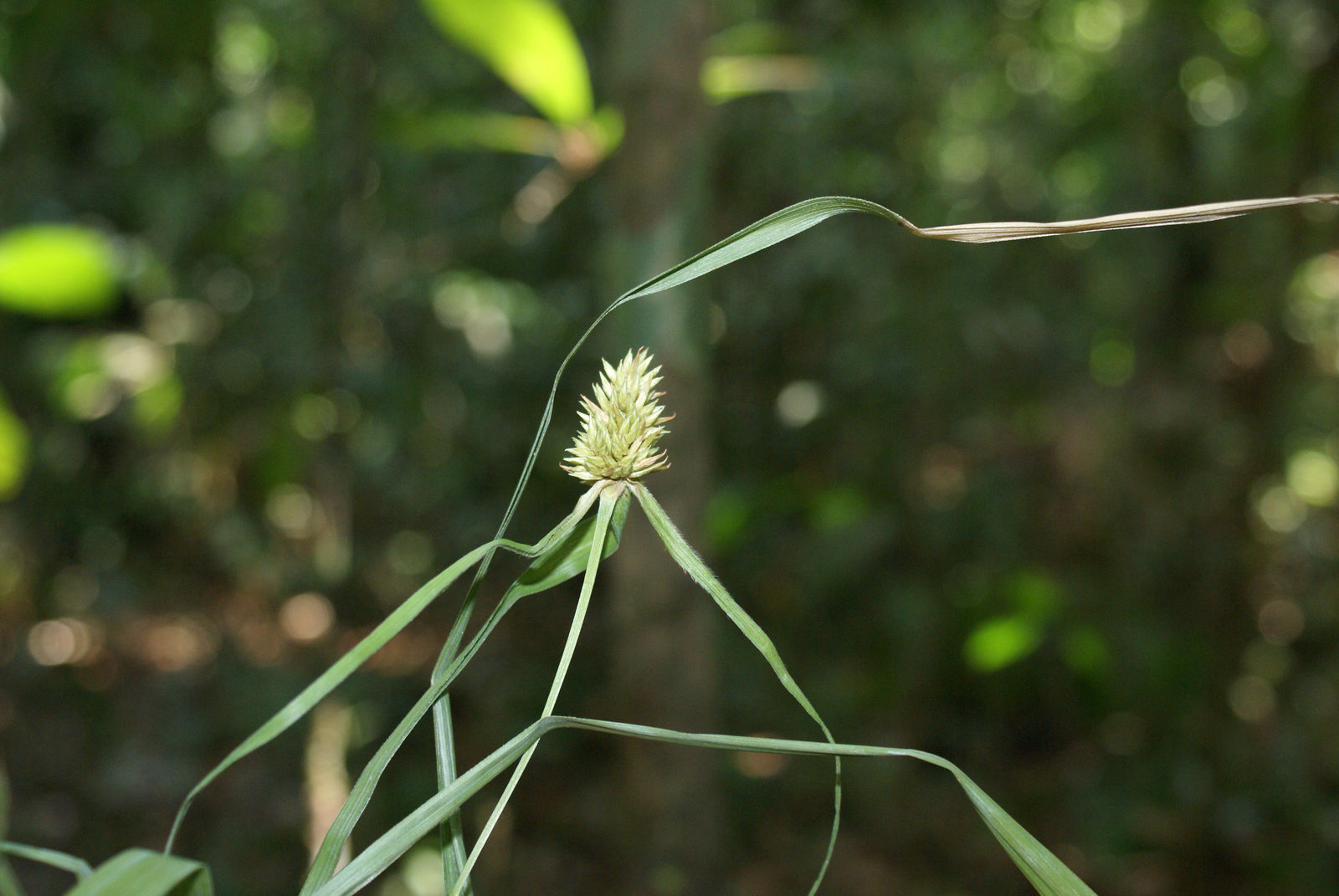
Blütenstand von Rhynchospora cephalotes

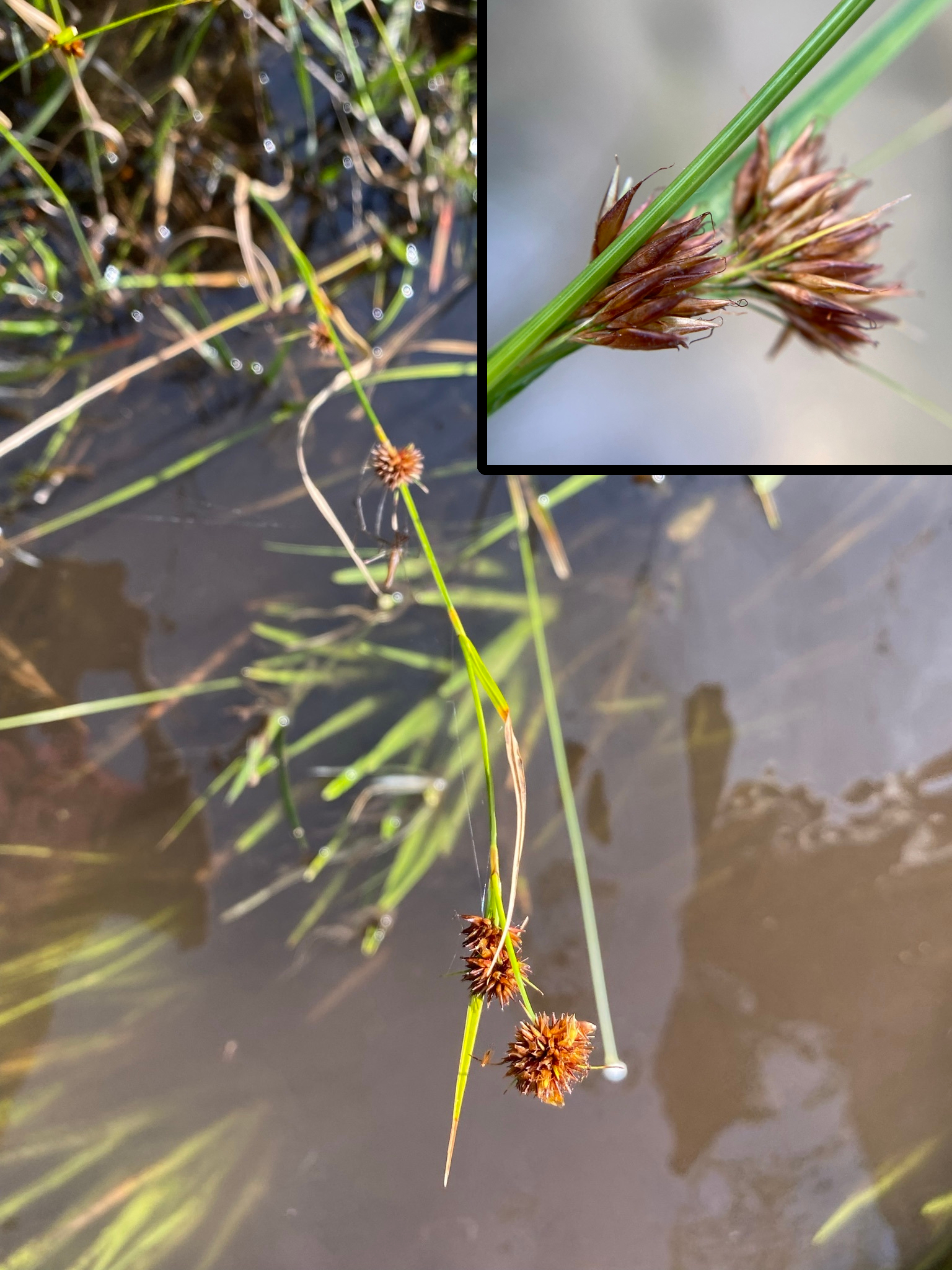
Rhynchospora chalarocephala

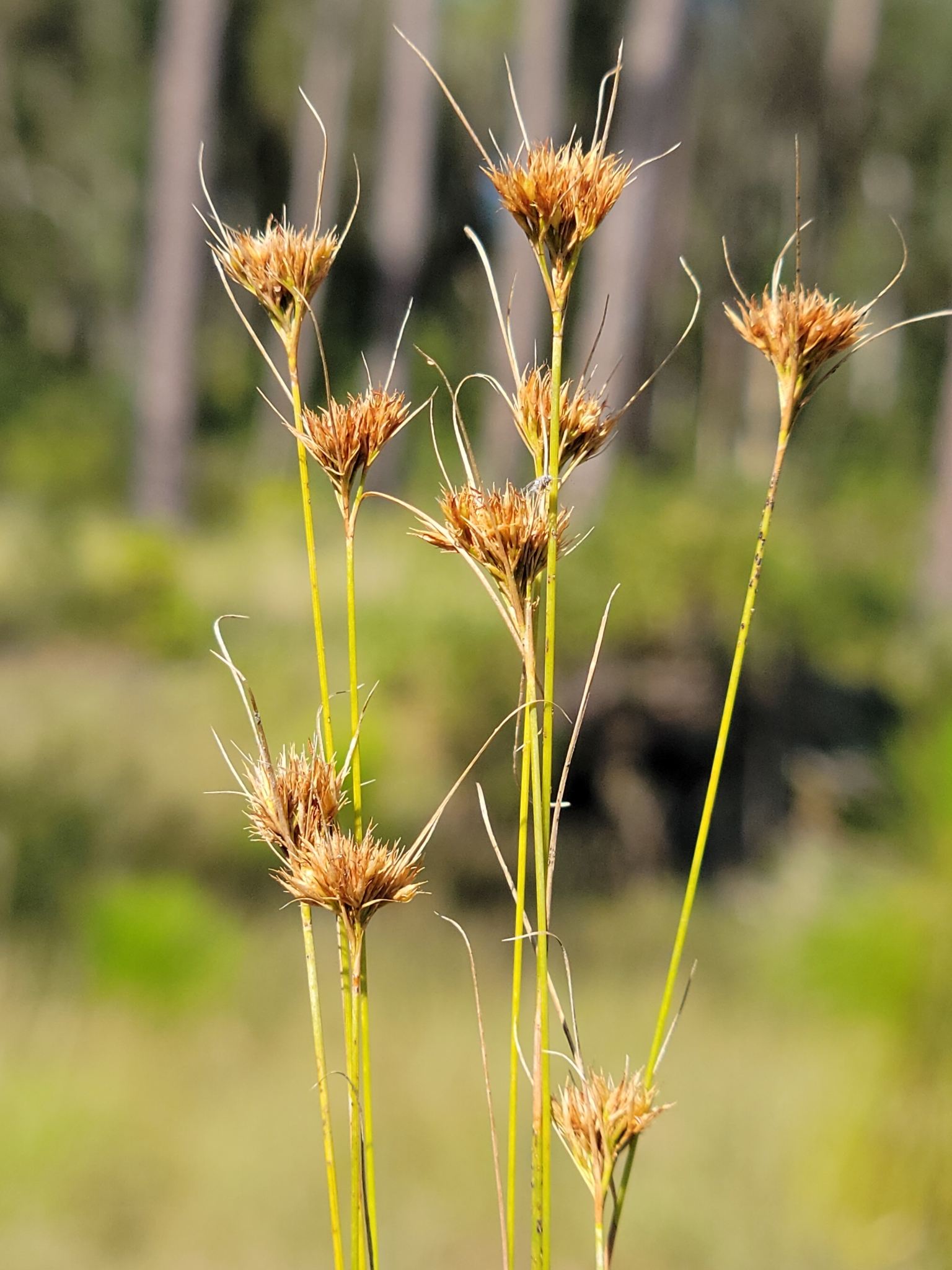
Rhynchospora chapmanii

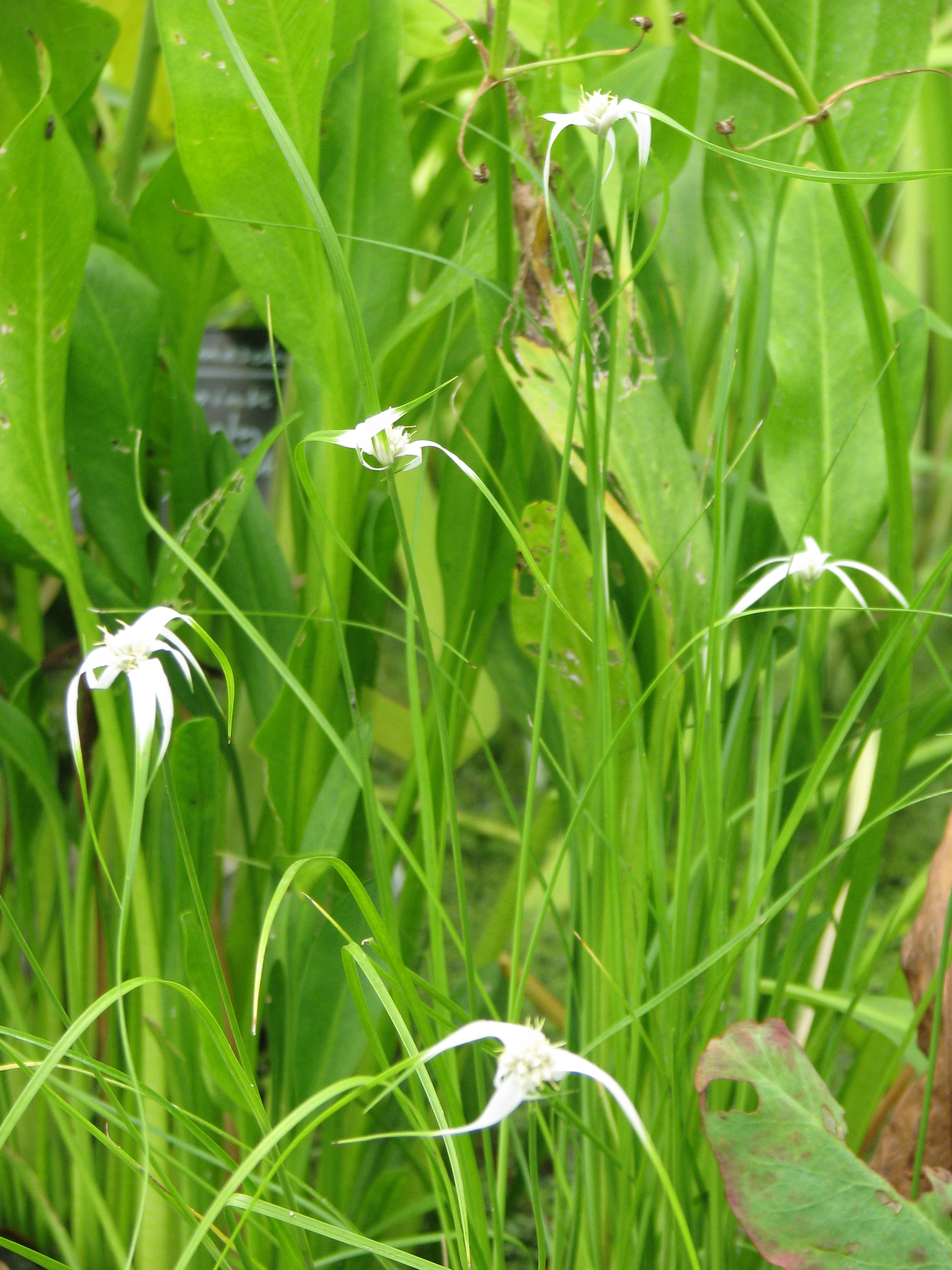
Sterntänzer (Rhynchospora colorata)

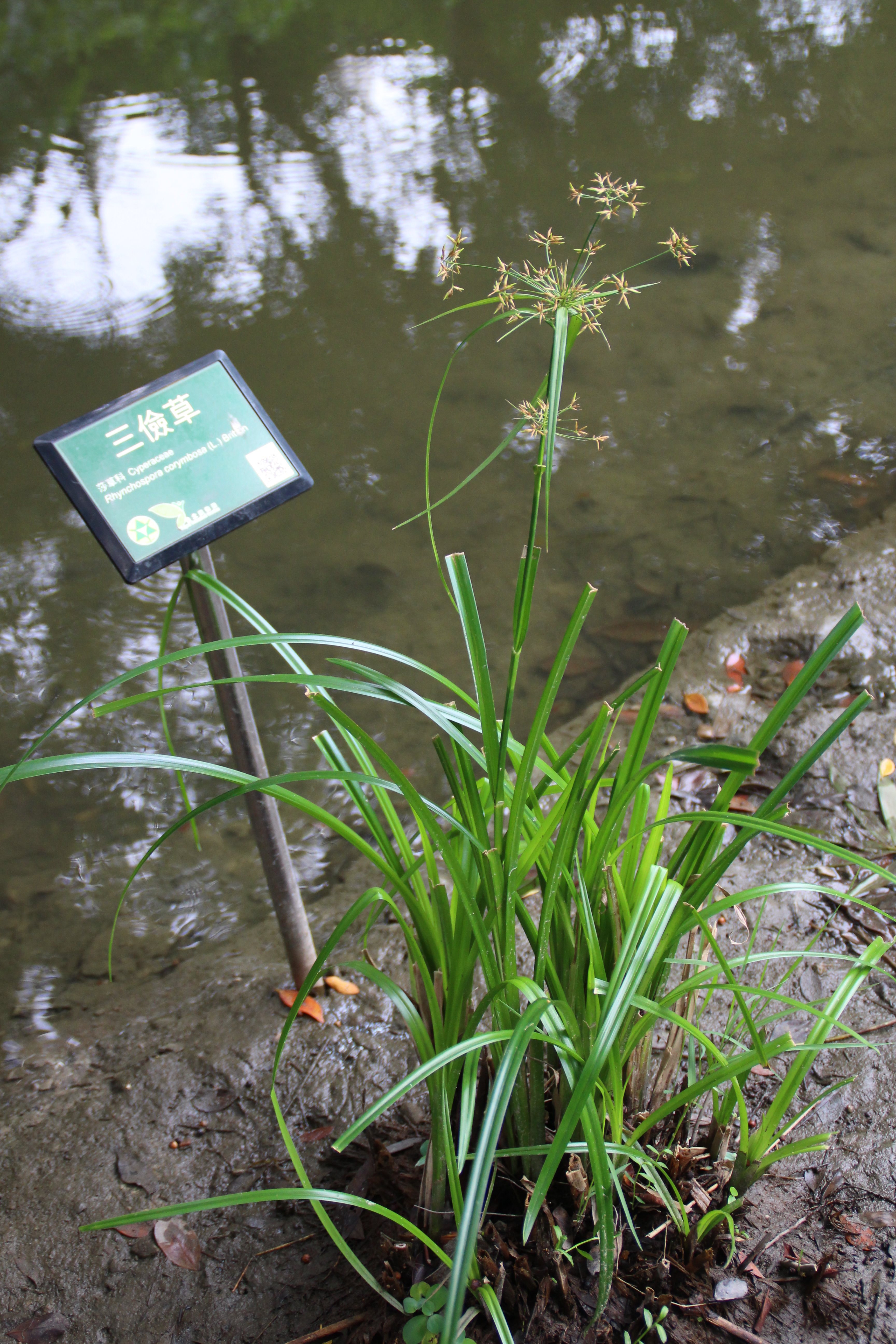
Rhynchospora corymbosa

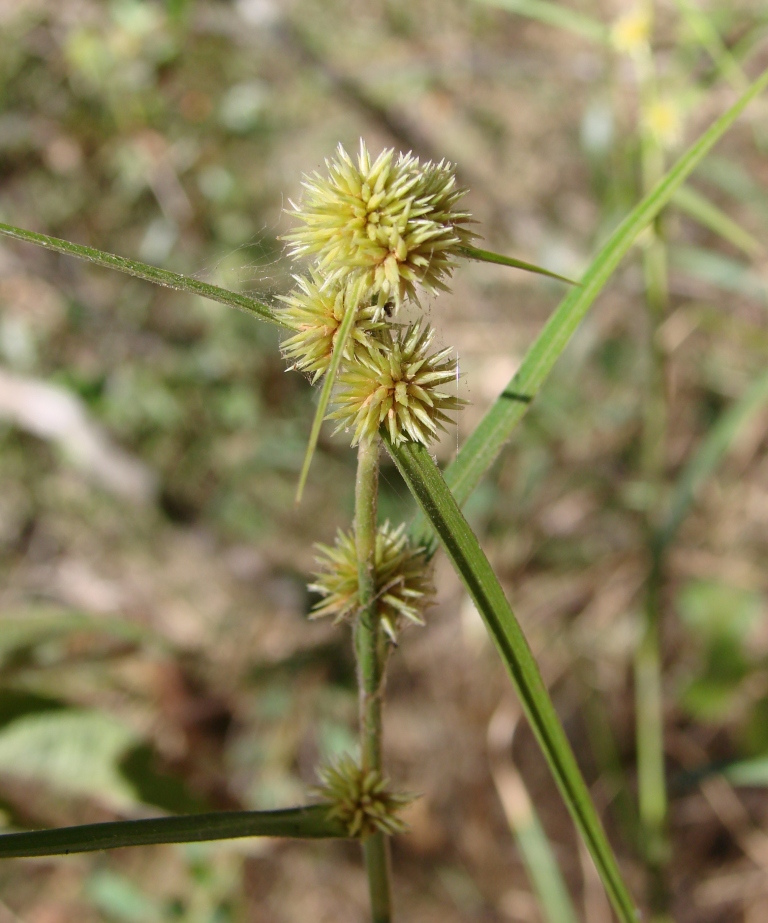
Blütenstand von Rhynchospora exaltata

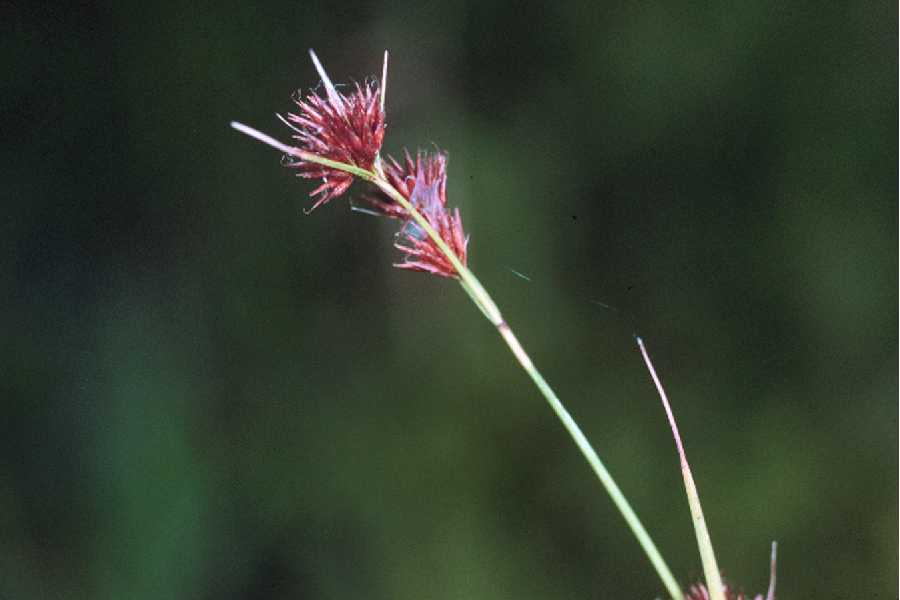
Blütenstand von Rhynchospora fascicularis

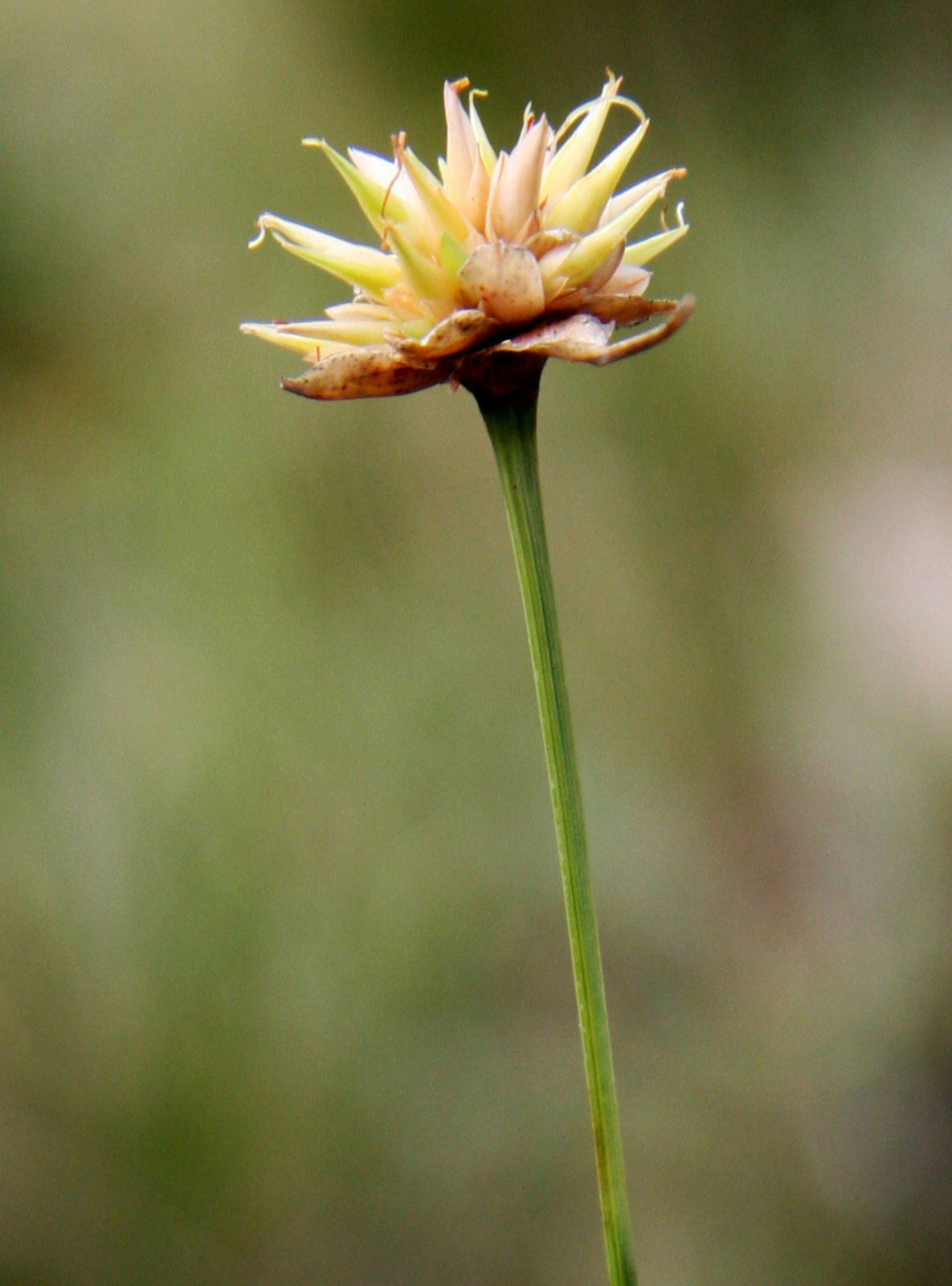
Blütenstand von Rhynchospora globosa

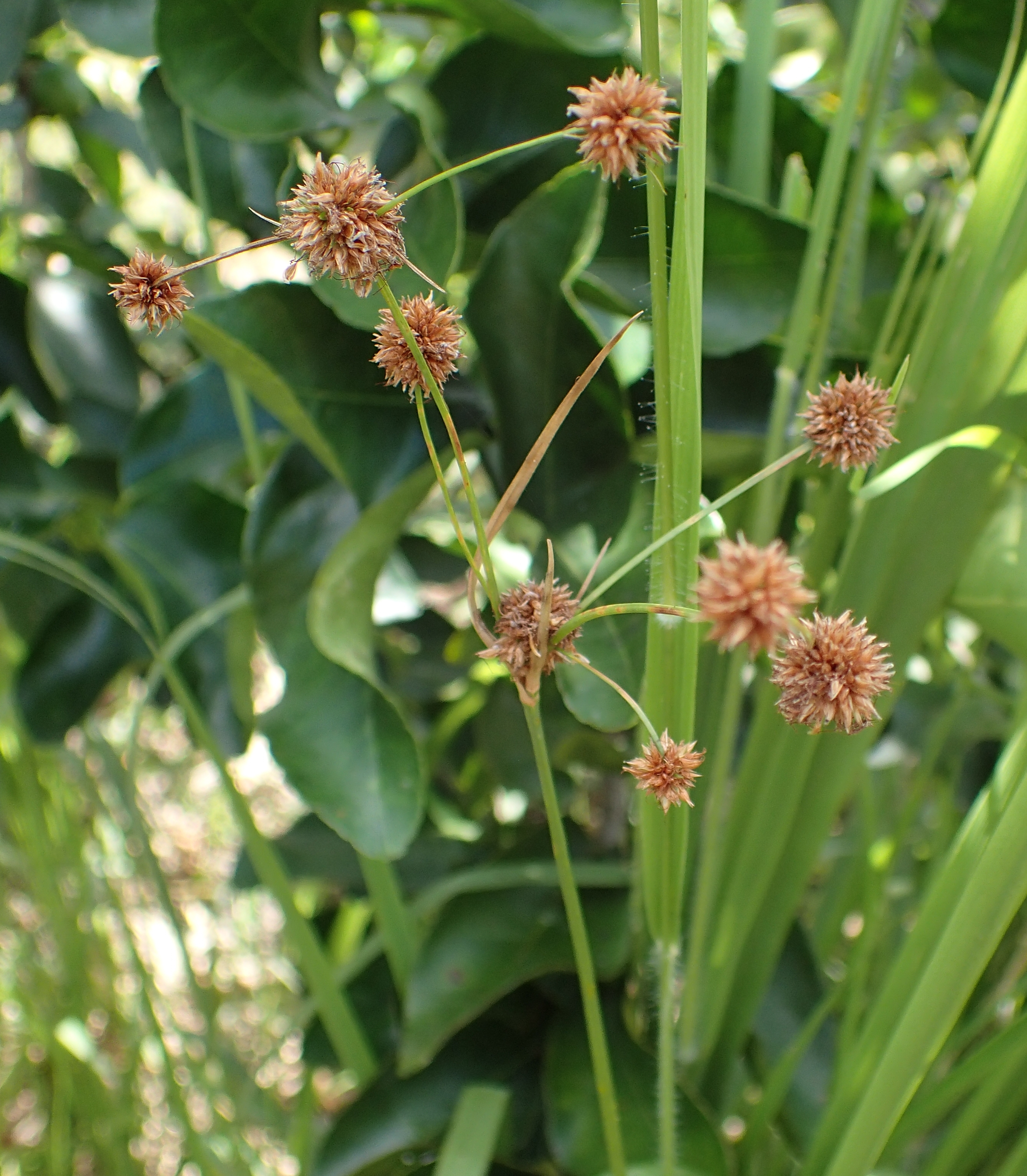
Rhynchospora holoschoenoides

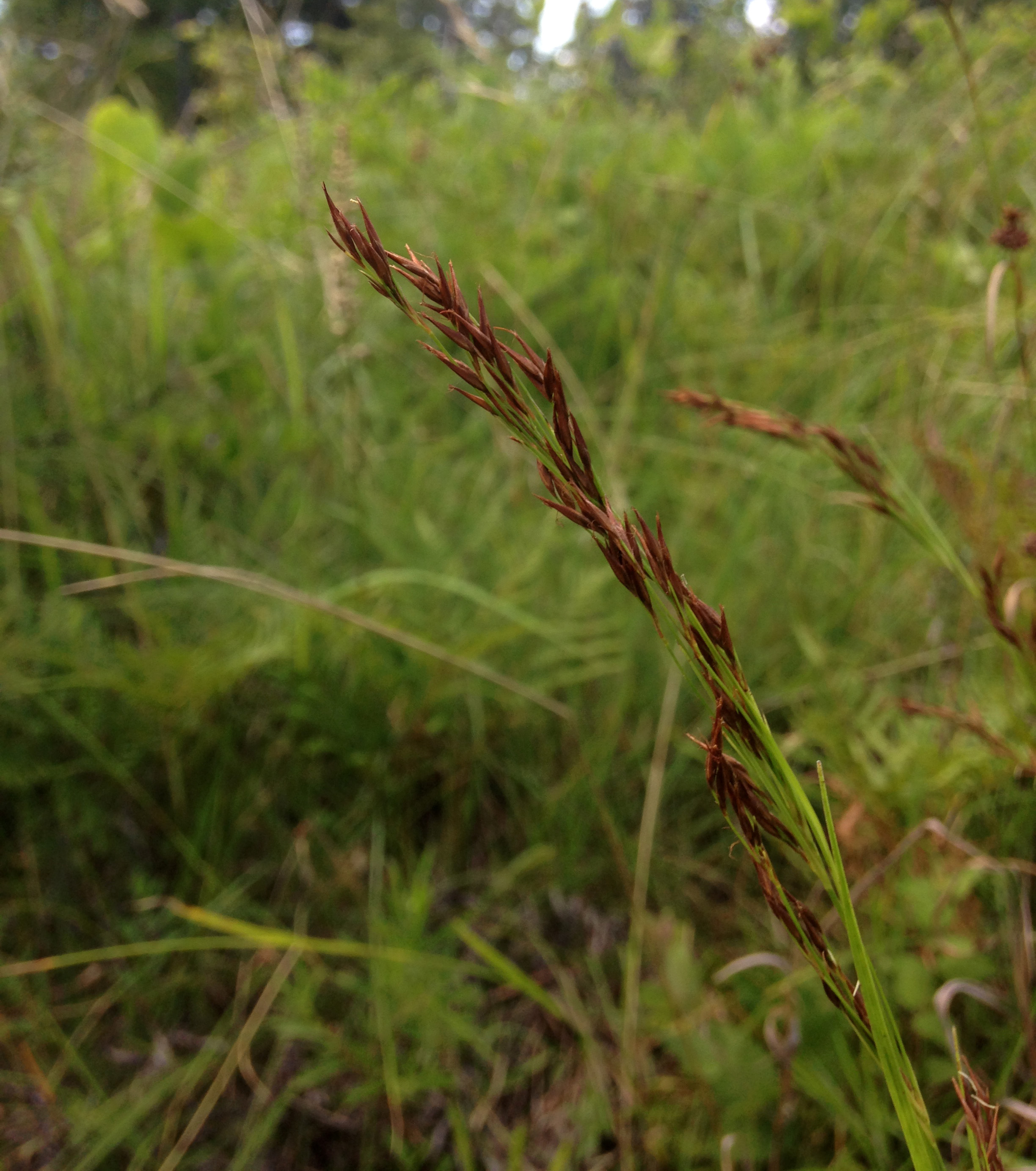
Blütenstand von Rhynchospora inexpansa

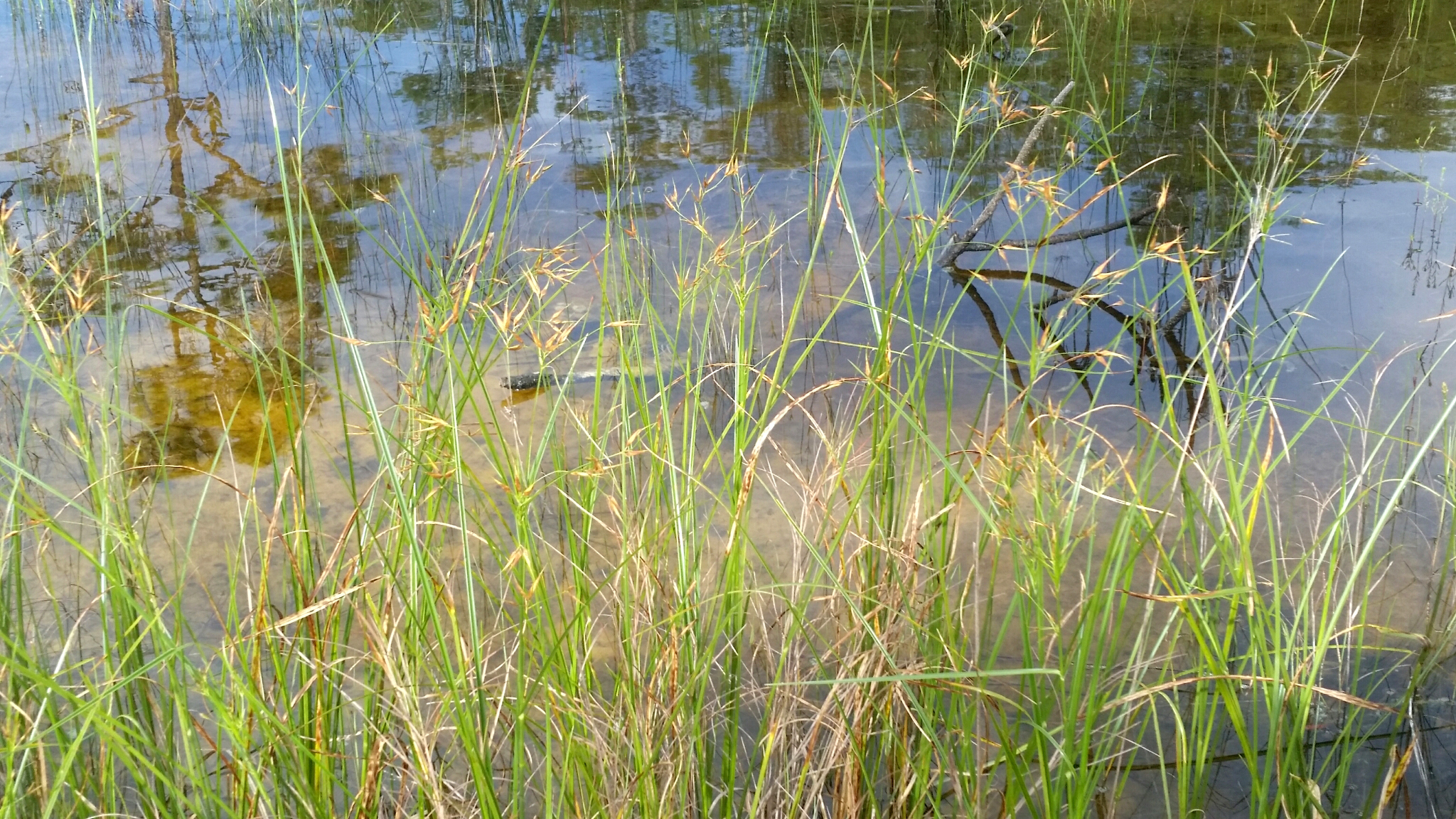
Rhynchospora inundata im Habitat

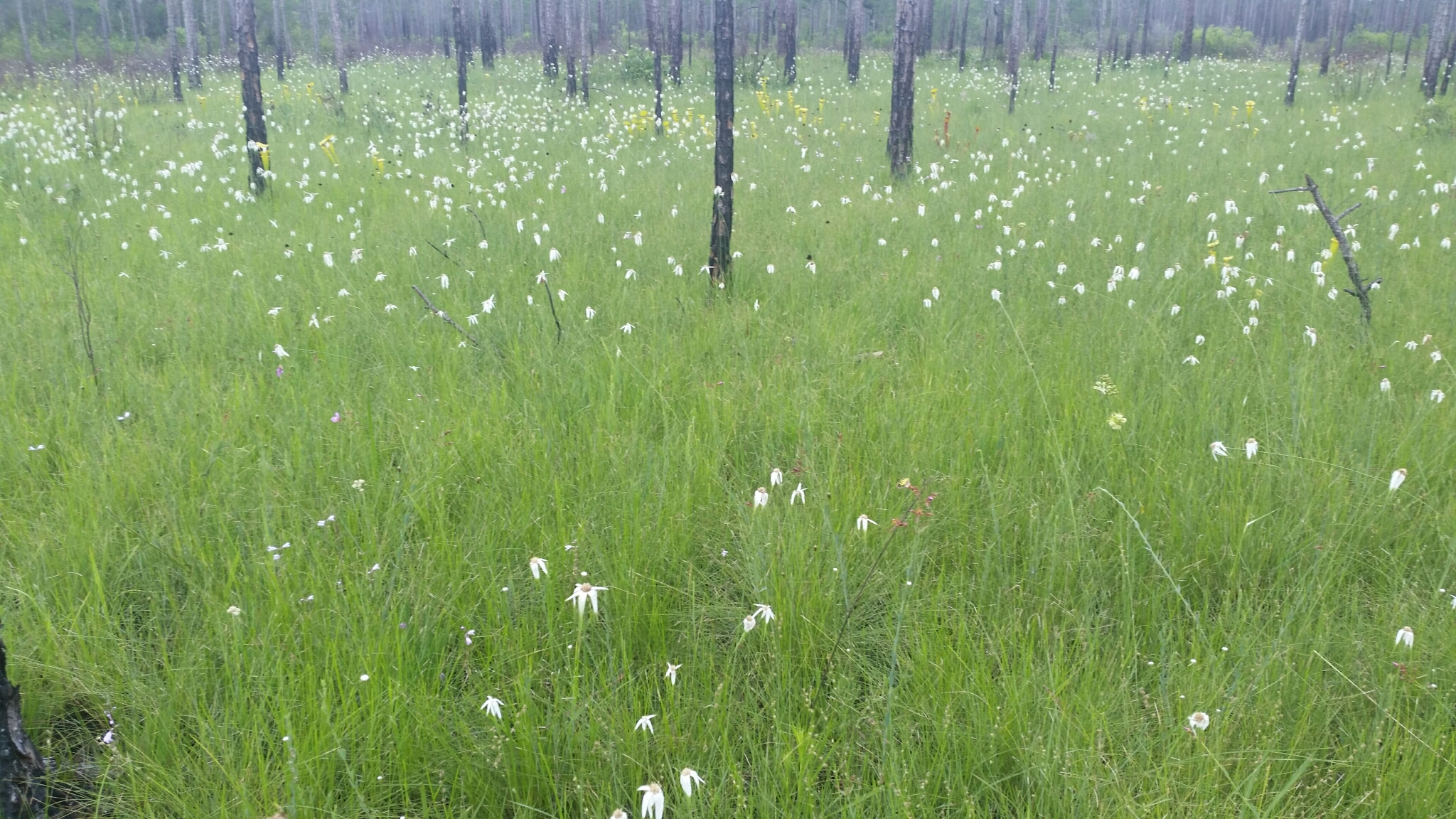
Rhynchospora latifolia im Habitat

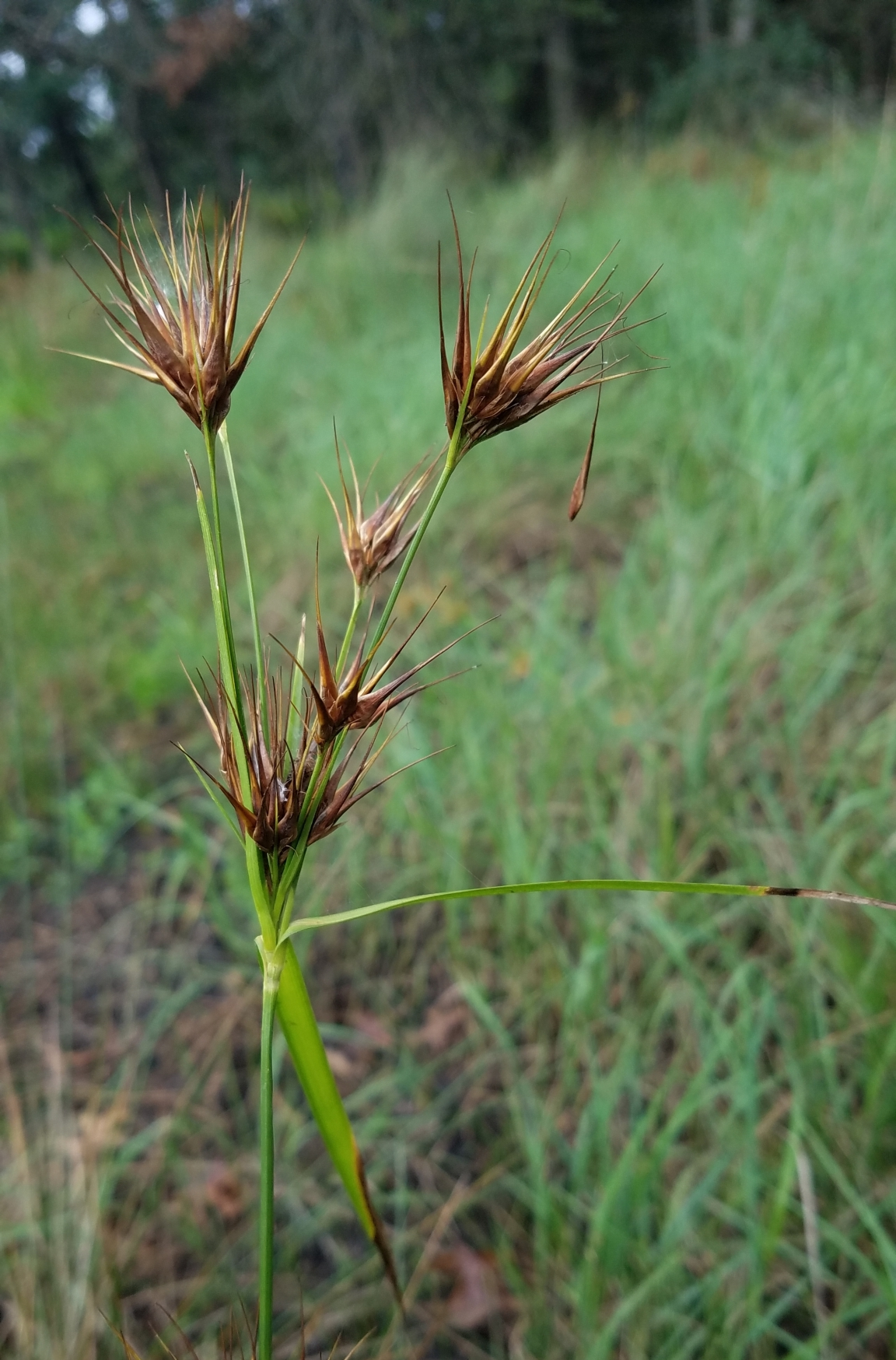
Blütenstände von Rhynchospora macrostachya

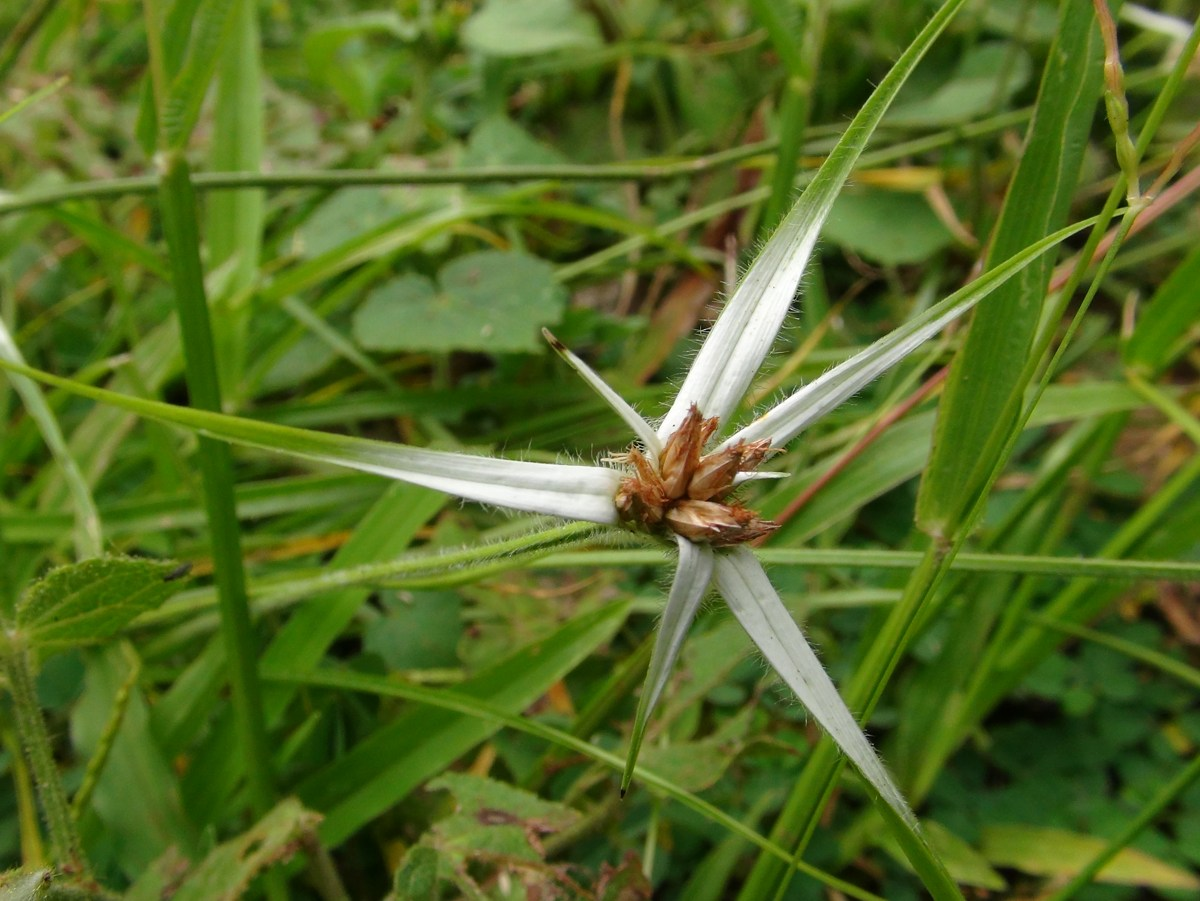
Blütenstand von Rhynchospora nervosa im Habitat

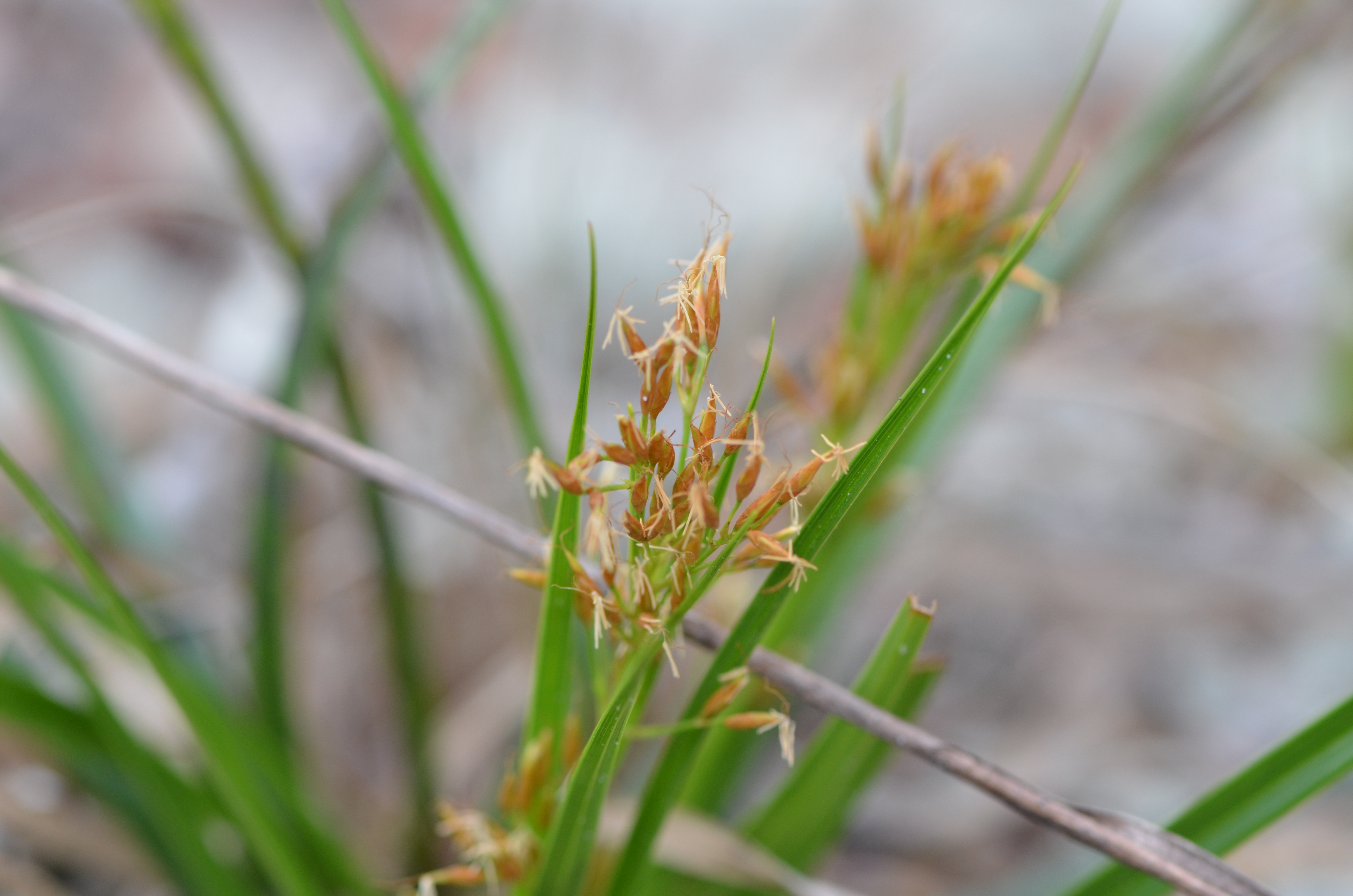
Blütenstand von Rhynchospora megalocarpa

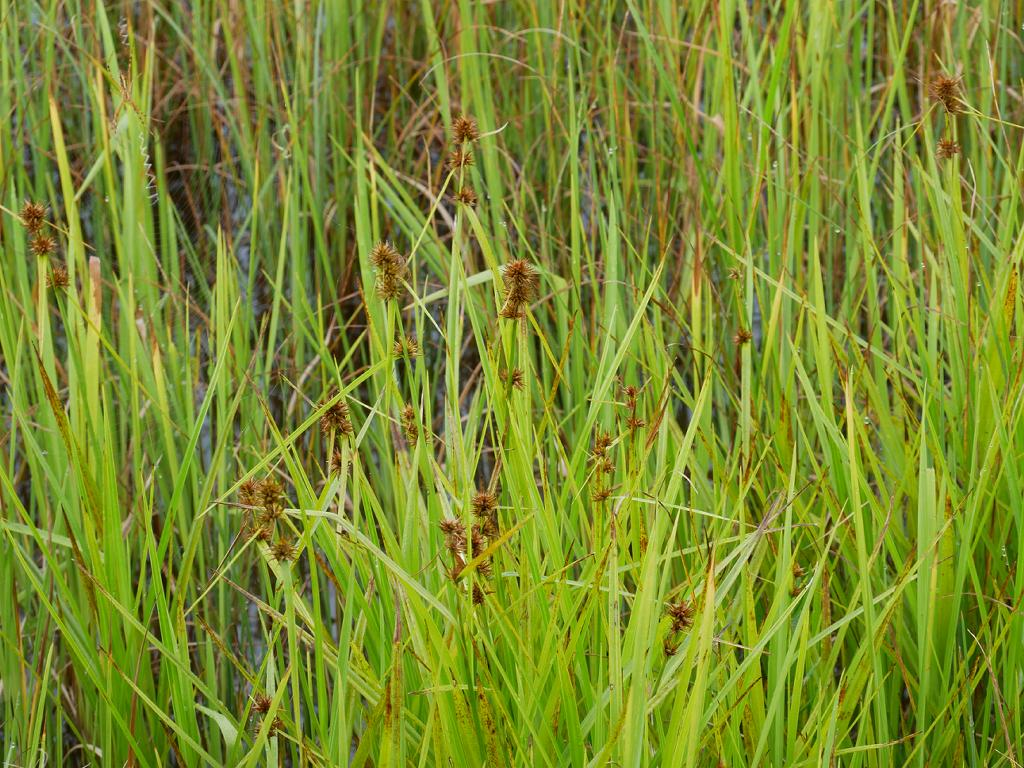
Rhynchospora malasica im Habitat

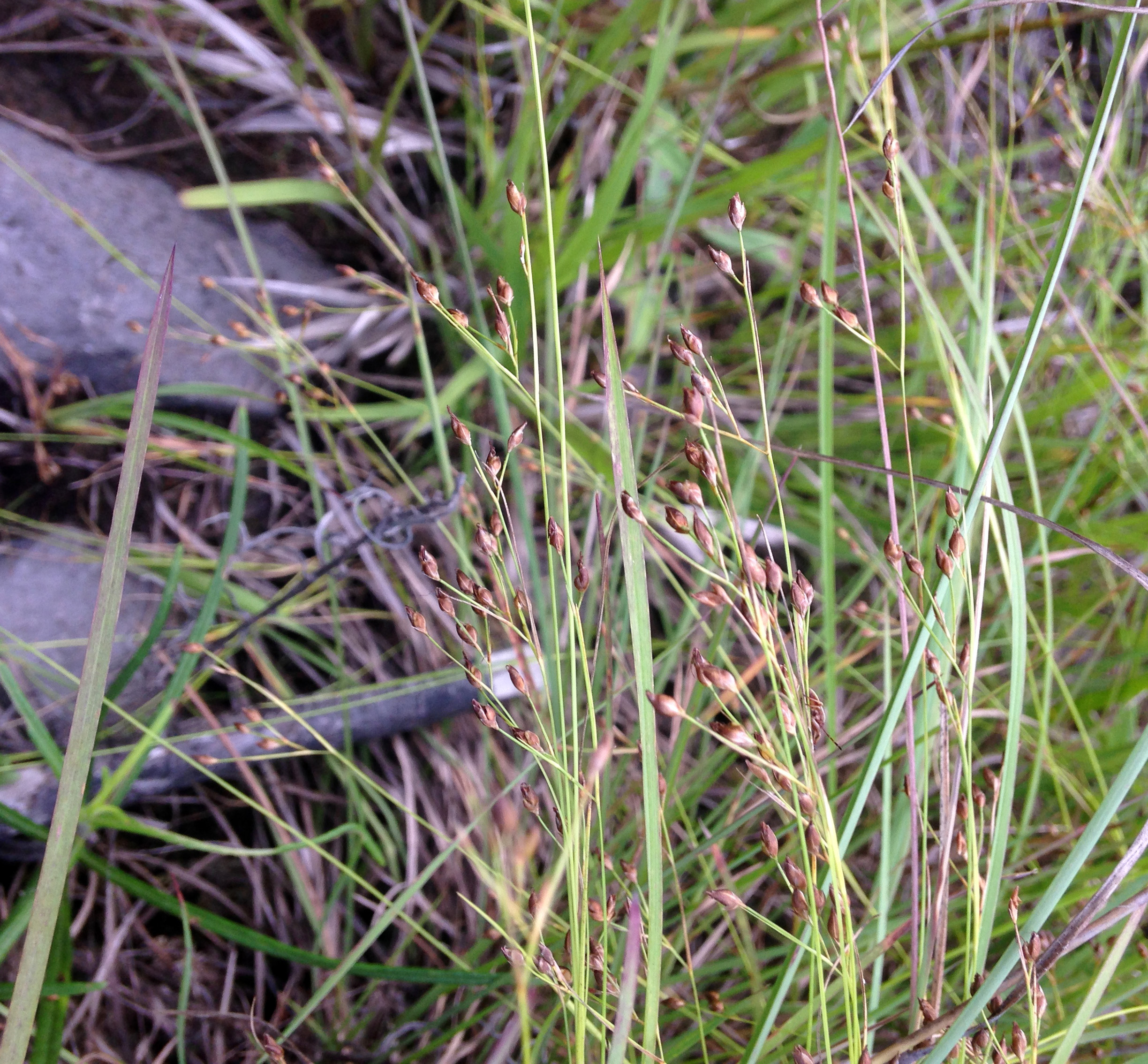
Rhynchospora rariflora im Habitat

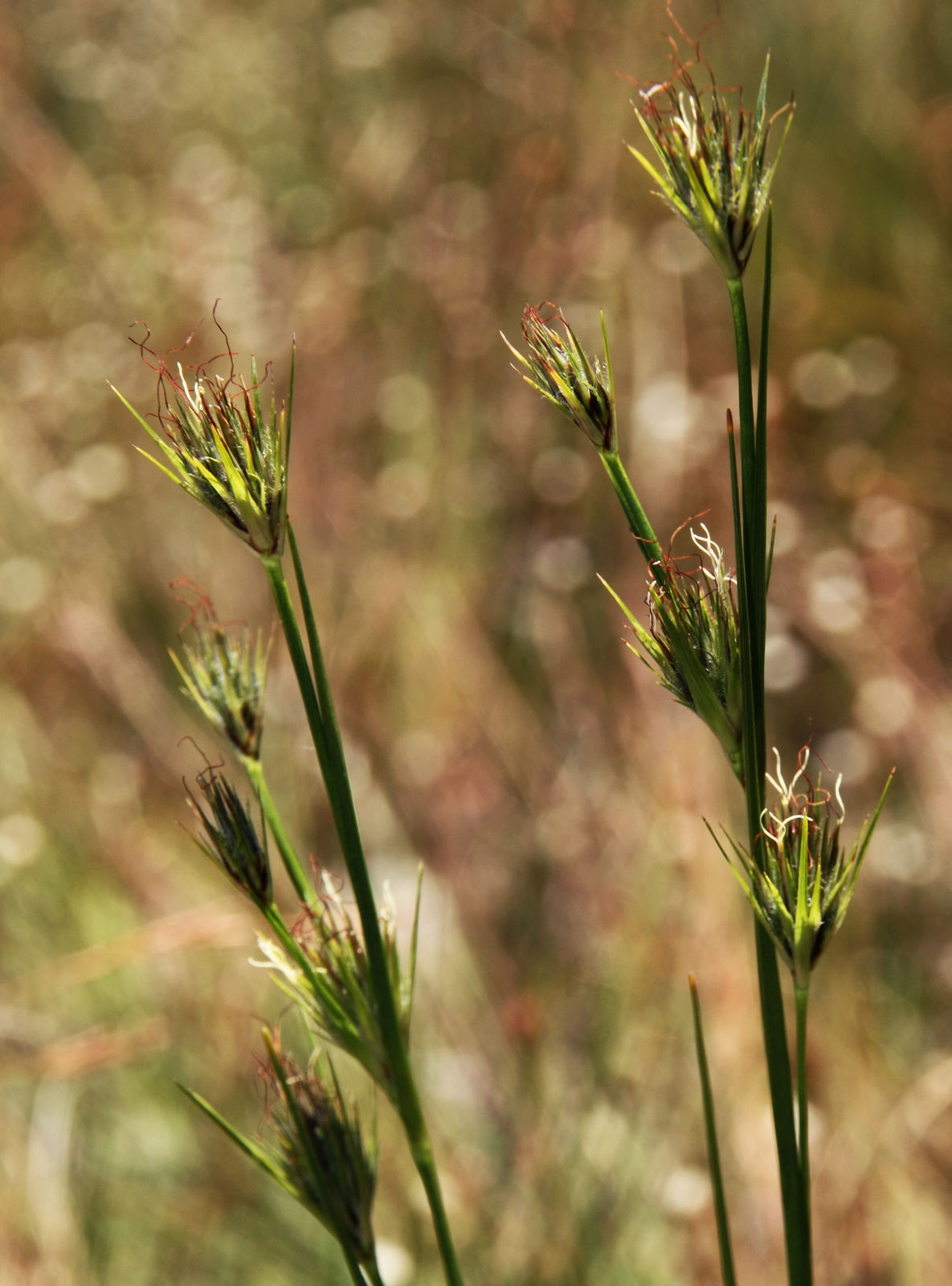
Rhynchospora riedeliana

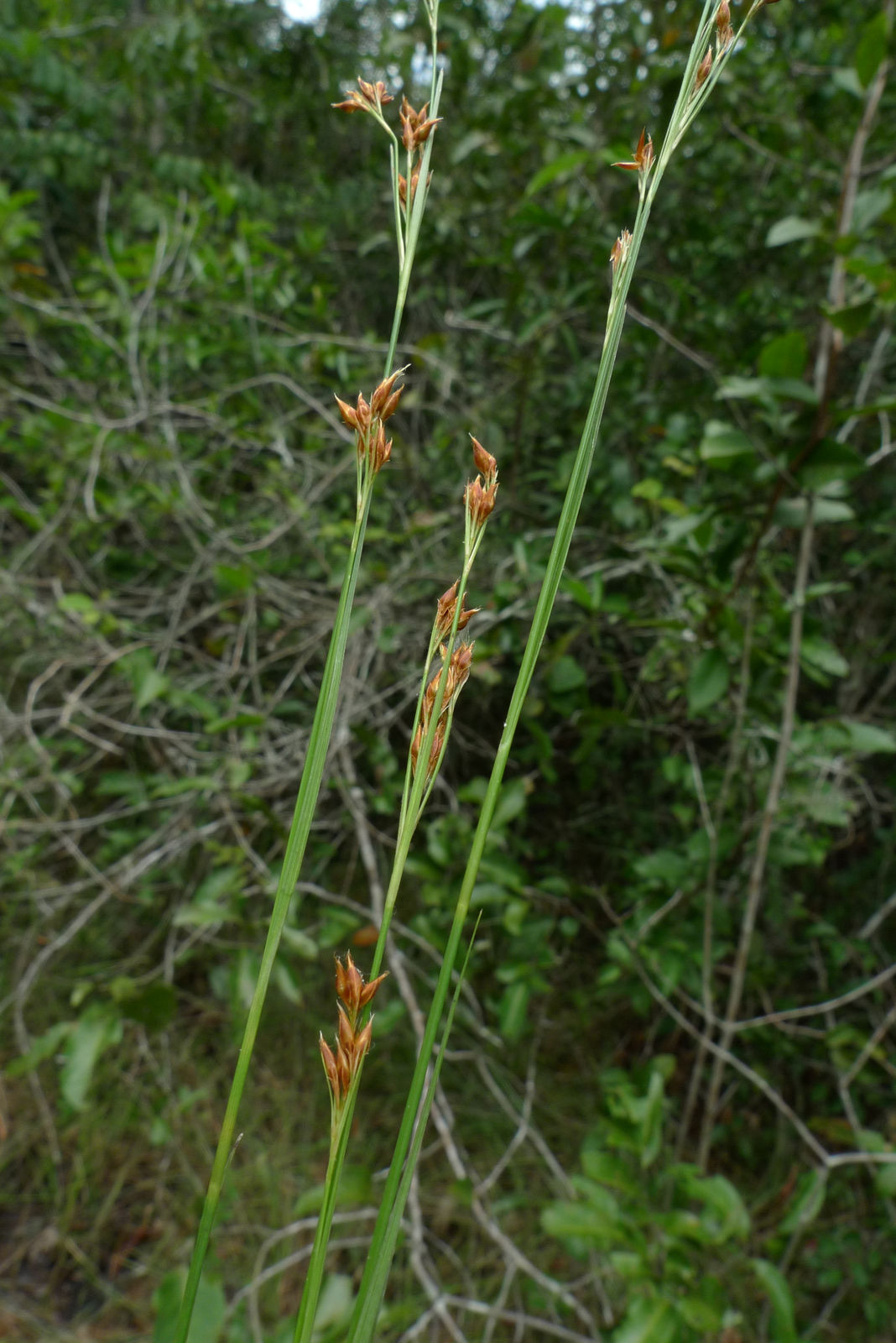
Rhynchospora rugosa

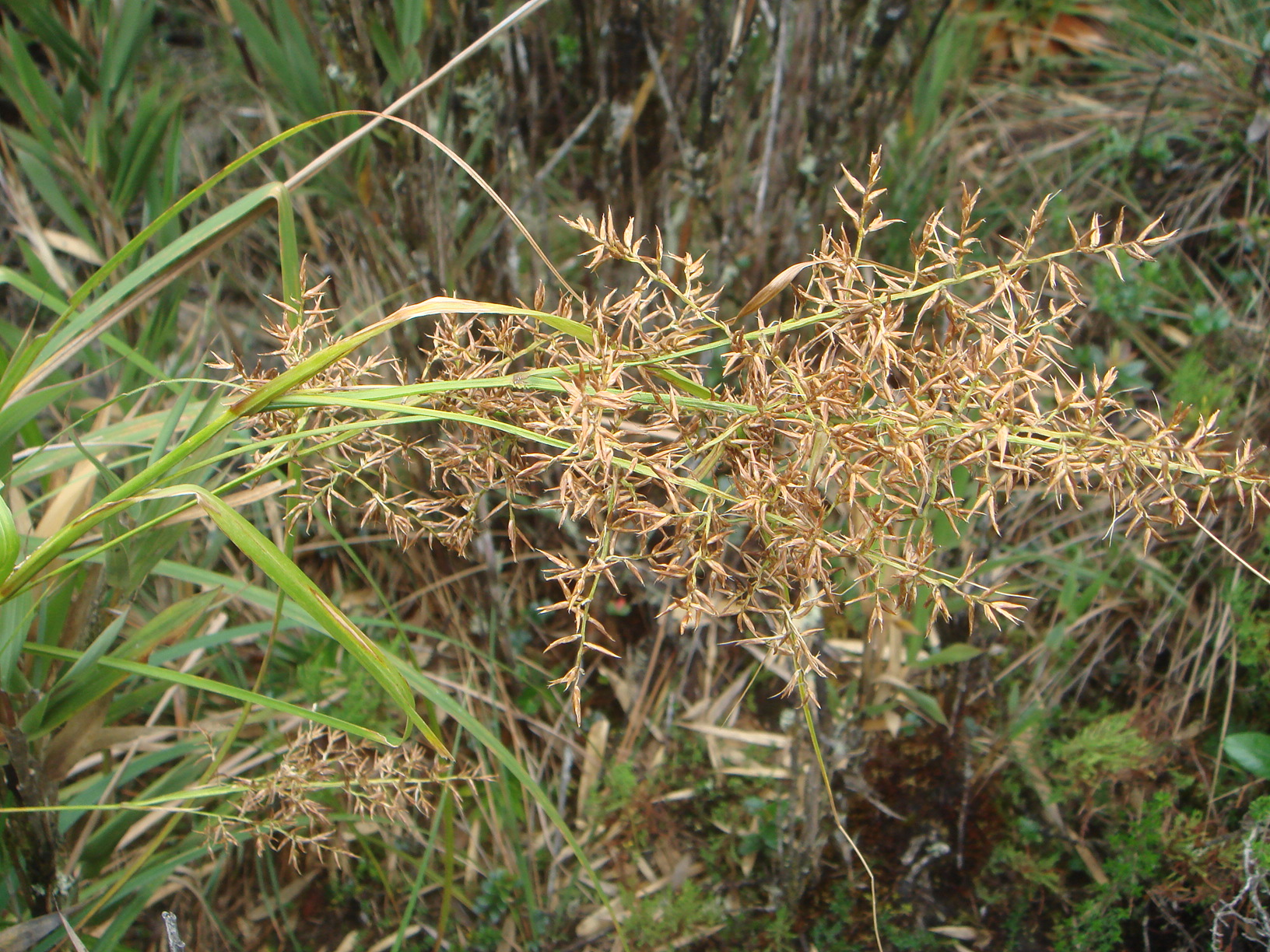
Rhynchospora ruiziana

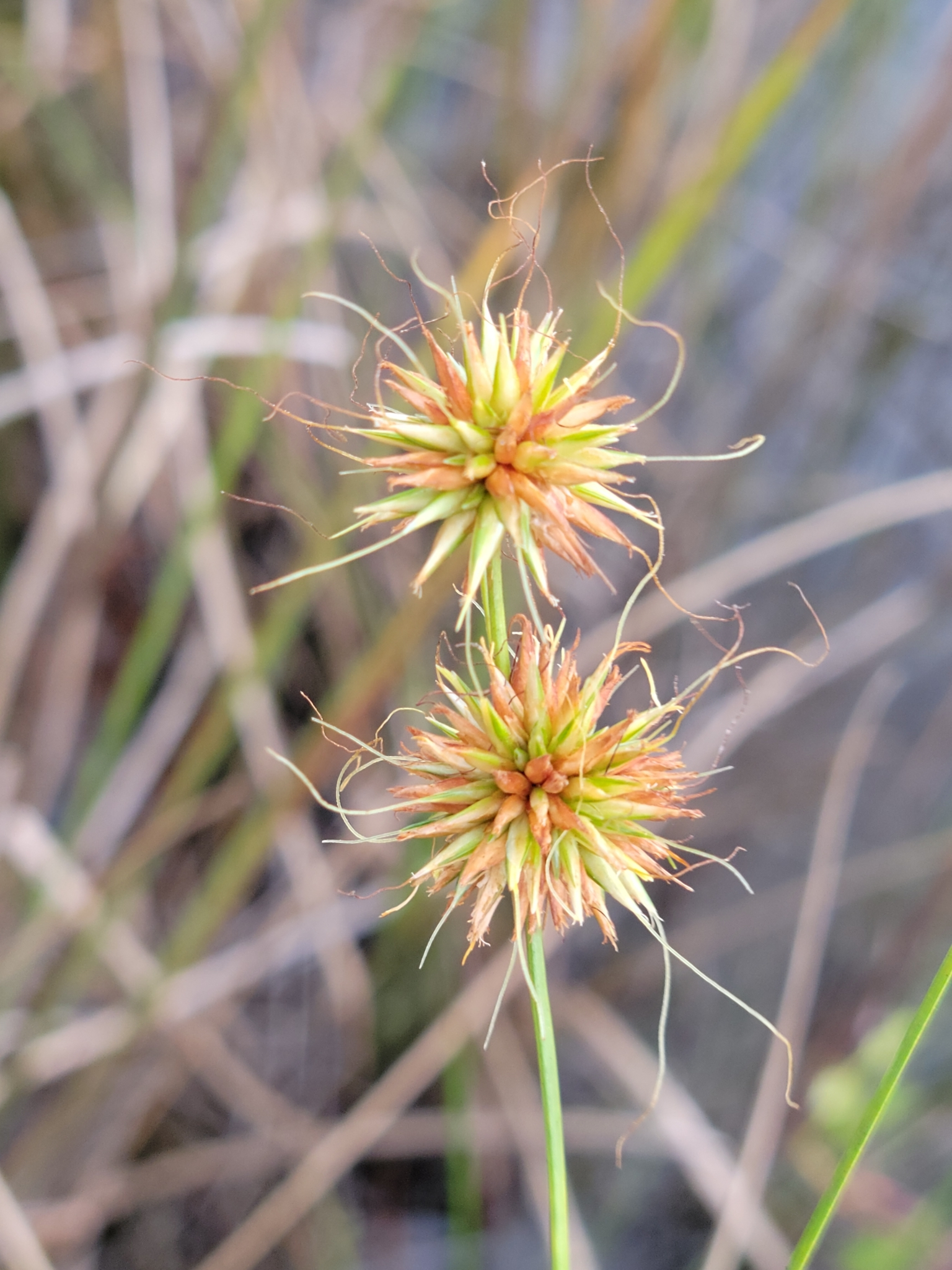
Rhynchospora tracyi

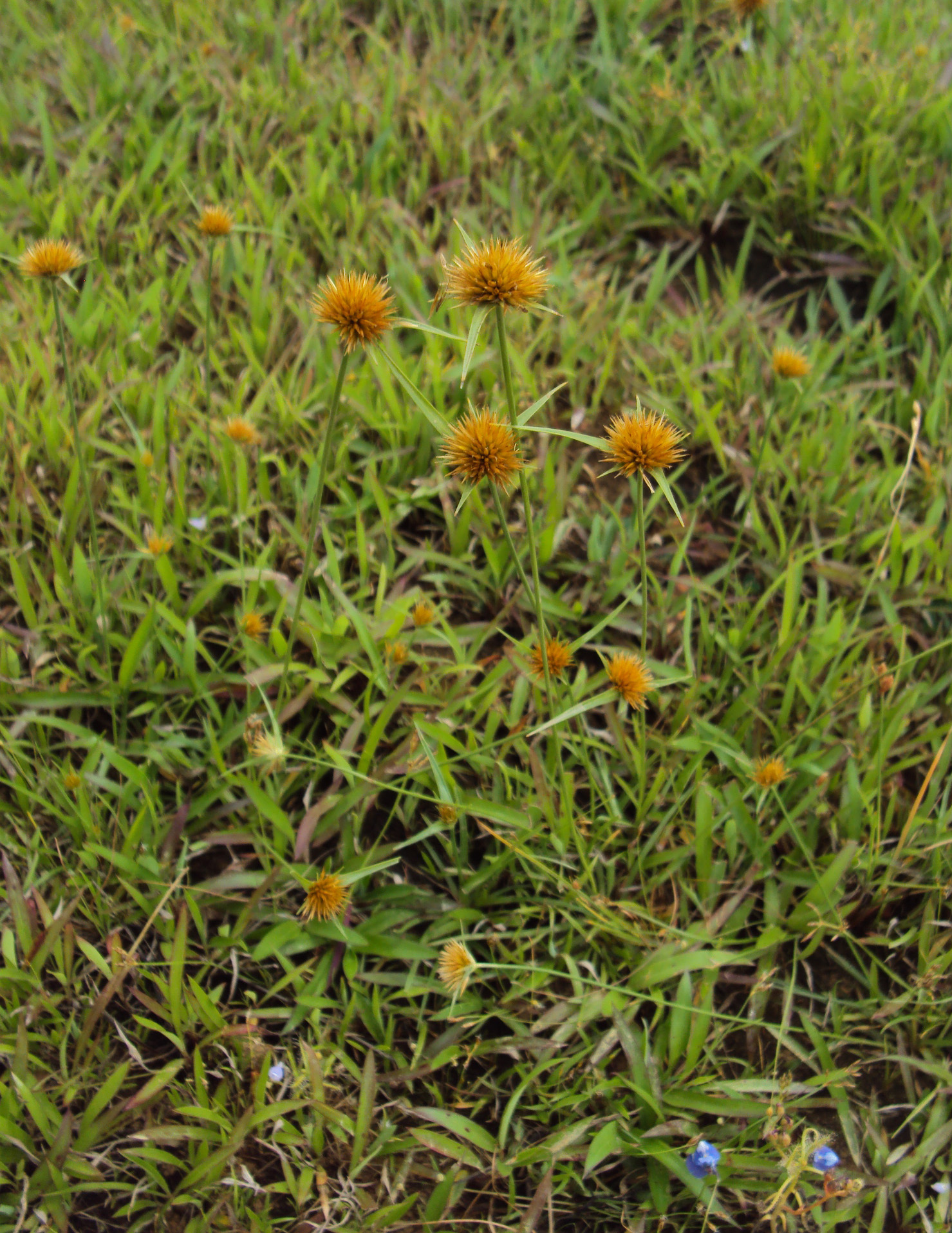
Rhynchospora wightiana

Es gibt früher etwa 250  Arten in der Gattung Rhynchospora s. str., aber seit Thomas 2020 etwa 399 Arten in der Gattung Rhynchospora s. l.:
- Rhynchospora aberrans C.B.Clarke: Sie kommt im nordöstlichen Brasilien sowie in Peru vor.[6]
- Rhynchospora acanthoma A.C.Araújo & Longhi-Wagner: Sie wurde 2008 aus dem brasilianischen Bundesstaat Pará erstbeschrieben.[6]
- Rhynchospora affinis W.Fitzg.: Sie kommt in den australischen Bundesstaaten New South Wales, Queensland sowie Western Australia vor.[6]
- Rhynchospora agostiniana T.Koyama: Sie kommt im venezolanischen Bundesstaat Amazonas vor.[6]
- Weißes Schnabelried (Rhynchospora alba (L.) Vahl):[4] Es ist in den gemäßigten Gebieten der Nordhalbkugel verbreitet.[6]
- Rhynchospora albescens (Miq.) Kük.[6]
- Rhynchospora albiceps Kunth[6]
- Rhynchospora albida (Nees) Boeckeler[6]
- Rhynchospora albobracteata A.C.Araújo: Sie wurde 2012 aus Brasilien erstbeschrieben.[6]
- Rhynchospora albomarginata Kük.[6]
- Rhynchospora albotuberculata Kük.[6]
- Rhynchospora almensis D.A.Simpson: Sie wurde 1995 aus dem brasilianischen Bundesstaat Bahia erstbeschrieben.[6]
- Rhynchospora amazonica Poepp. ex Kunth[6]
- Rhynchospora andresii Gómez-Laur.[6]
- Rhynchospora angolensis Turrill[6]
- Rhynchospora angosturensis W.W.Thomas: Sie wurde 1984 aus dem mexikanischen Bundesstaat San Luis Potosí erstbeschrieben.[6]
- Rhynchospora angusta (Gale) Sorrie, LeBlond & Weakley (Syn.: Rhynchospora glomerata var. angusta Gale): Den Rang einer Art hat sie 2018 erhalten. Sie kommt nur in den US-Bundesstaaten Arkansas, Louisiana, Oklahoma sowie Texas vor.[6]
- Rhynchospora angustifolia Palla[6]
- Rhynchospora angustipaniculata M.T.Strong: Sie wurde 2001 aus den Pakaraima Bergen in Guyana erstbeschrieben.[6]
- Rhynchospora arenicola Uittien[6]
- Rhynchospora argentea Standl.[6]
- Rhynchospora aripoensis Britton[6]
- Rhynchospora aristata Boeckeler[6]
- Rhynchospora armerioides J.Presl & C.Presl[6]
- Rhynchospora asperula (Nees) Steud.[6]
- Rhynchospora atlantica W.W.Thomas: Sie wurde 2020 aus dem brasilianischen Bundesstaat São Paulo erstbeschrieben.[6]
- Rhynchospora austrobahiensis W.W.Thomas: Sie wurde 2020 aus dem brasilianischen Bundesstaat Bahia erstbeschrieben.[6]
- Rhynchospora ayangannensis M.T.Strong: Sie wurde 2001 aus den Pakaraima Bergen in Guyana erstbeschrieben.[6]
- Rhynchospora bakhuisensis M.T.Strong: Sie wurde 2001 aus den Bakhuis Bergen in Suriname erstbeschrieben.[6]
- Rhynchospora baldwinii A.Gray[6]
- Rhynchospora barbata (Vahl) Kunth[6]
- Rhynchospora barrosiana Guagl.[6]
- Rhynchospora belizensis Naczi & Silva Filho: Sie wurde 2019 aus Belize erstbeschrieben.[6]
- Rhynchospora berteroi (Spreng.) C.B.Clarke[6]
- Rhynchospora biflora Boeckeler[6]
- Rhynchospora blepharophora (J.Presl & C.Presl) H.Pfeiff.[6]
- Rhynchospora boeckeleriana Silva Filho & Boldrini: Sie wurde 2017 aus dem südlichen Brasilien erstbeschrieben.[6]
- Rhynchospora boivinii Boeckeler[6]
- Rhynchospora bolivarana Steyerm.[6]
- Rhynchospora boliviensis C.B.Clarke[6]
- Rhynchospora boninensis Nakai ex Tuyama[6]
- Rhynchospora brachychaeta C.Wright[6]
- Rhynchospora bracteovillosa A.C.Araújo & W.W.Thomas[6]
- Rhynchospora bradei (R.Gross) W.W.Thomas[6]
- Rhynchospora brasiliensis Boeckeler[6]
- Rhynchospora brevifoliata (Kük.) Greuter & R.Rankin[6]
- Rhynchospora brevirostris Griseb.[6]
- Rhynchospora breviuscula H.Pfeiff.[6]
- Rhynchospora brittonii Gale[6]
- Rhynchospora brownii Roem. & Schult.[6]
- Rhynchospora brunnea Boeckeler[6]
- Rhynchospora bucherorum León: Dieser Endemit kommt nur im östlichen Kuba vor.[6]
- Rhynchospora cabecarae Gómez-Laur.[6]
- Rhynchospora cacuminicola Gale[6]
- Rhynchospora caduca Elliott[6]
- Rhynchospora caduciglumis P.Weber & R.Trevis.: Sie wurde 2017 aus dem südlichen Brasilien erstbeschrieben.[6]
- Rhynchospora caesionux T.Koyama[6]
- Rhynchospora cajennensis Boeckeler[6]
- Rhynchospora calderana D.A.Simpson: Sie wurde 1987 aus dem brasilianischen Bundesstaat Bahia erstbeschrieben.[6]
- Rhynchospora californica Gale[6]
- Rhynchospora candida (Nees) Boeckeler[6]
- Rhynchospora capillacea Torr.[6]
- Rhynchospora capillifolia Boeckeler[6]
- Rhynchospora capitata (Kunth) Roem. & Schult.[6]
- Rhynchospora capitellata (Michx.) Vahl[6]
- Rhynchospora caracasana (Kunth) Boeckeler[6]
- Rhynchospora careyana Fernald[6]
- Rhynchospora cariciformis Nees[6]
- Rhynchospora carrillensis Gómez-Laur.[6]
- Rhynchospora castanea T.Koyama[6]
- Rhynchospora catharinensis Barros[6]
- Rhynchospora caucasica Palla[6]
- Rhynchospora cephalantha A.Gray[6]
- Rhynchospora cephalotes (L.) Vahl[6]
- Rhynchospora cephalotoides Griseb.: Dieser Endemit kommt nur im östlichen Kuba vor.[6]
- Rhynchospora cernua Griseb.: Sie kommt in Kuba vor.[6]
- Rhynchospora chalarocephala Fernald & Gale[6]
- Rhynchospora chapadensis Silva Filho, W.W.Thomas & Boldrini[6]
- Rhynchospora chapmanii M.A.Curtis[6]
- Rhynchospora chimantensis W.W.Thomas[6]
- Rhynchospora chinensis Nees & Meyen[6]
- Rhynchospora ciliaris (Michx.) C.Mohr[6]
- Rhynchospora ciliolata Boeckeler[6]
- Rhynchospora colorata (L.) H.Pfeiff.: Sie ist von den südlichen USA über Mexiko, Zentralamerika sowie Karibischen Inseln und in Französisch-Guayana sowie Venezuela verbreitet.[6] Sie wird auch gelegentlich als Zierpflanze verwendet und dann deutsch auch Sterntänzer genannt.
- Rhynchospora comata (Link) Schult.[6]
- Rhynchospora compressa J.Carey ex Chapm.[6]
- Rhynchospora conferta (Nees) Boeckeler[6]
- Rhynchospora confinis (Nees) C.B.Clarke[6]
- Rhynchospora confusa Ballard[6]
- Rhynchospora consanguinea (Kunth) Boeckeler[6]
- Rhynchospora contracta (Nees) J.Raynal[6]
- Rhynchospora contraligularis W.W.Thomas[6]
- Rhynchospora cordatachenia M.T.Strong[6]
- Rhynchospora coriifolia Boeckeler[6]
- Rhynchospora corniculata (Lam.) A.Gray[6]
- Rhynchospora corymbosa (L.) Britton[6]
- Rhynchospora crinigera Boeckeler[6]
- Rhynchospora crinipes Gale[6]
- Rhynchospora crispa Gale[6]
- Rhynchospora croydonensis R.Booth[6]
- Rhynchospora cubensis A.Rich.[6]
- Rhynchospora curtissii Britton[6]
- Rhynchospora curvula Griseb.[6]
- Rhynchospora davidsei W.W.Thomas[6]
- Rhynchospora debilis Gale[6]
- Rhynchospora decurrens Chapm.[6]
- Rhynchospora dentinux C.B.Clarke[6]
- Rhynchospora depauperata Palla[6]
- Rhynchospora depressa (Kük.) Gale[6]
- Rhynchospora depressirostris M.T.Strong[6]
- Rhynchospora diodon (Nees) Griseb.[6]
- Rhynchospora dissitiflora Steud. ex Boeckeler[6]
- Rhynchospora dissitispicula T.Koyama[6]
- Rhynchospora distichophylla Boeckeler[6]
- Rhynchospora divaricata (Ham.) M.T.Strong[6]
- Rhynchospora divergens Chapm. ex M.A.Curtis[6]
- Rhynchospora dives Standl.[6]
- Rhynchospora domingensis Urb.[6]
- Rhynchospora donselaarii M.T.Strong[6]
- Rhynchospora duckei Gross[6]
- Rhynchospora duidae Steyerm.[6]
- Rhynchospora durangensis Kral & W.W.Thomas[6]
- Rhynchospora ebracteata (Standl.) H.Pfeiff.[6]
- Rhynchospora eburnea Kral & W.W.Thomas[6]
- Rhynchospora edwalliana Boeckeler[6]
- Rhynchospora elatior Kunth[6]
- Rhynchospora elegantula Maury[6]
- Rhynchospora elliottii A.Dietr.[6]
- Rhynchospora emaciata (Nees) Boeckeler[6]
- Rhynchospora enmanuelis Luceño & Rocha[6]
- Rhynchospora eurycarpa A.C.Araújo & Longhi-Wagner[6]
- Rhynchospora exaltata Kunth[6]
- Rhynchospora exilis Boeckeler[6]
- Rhynchospora eximia (Nees) Boeckeler[6]
- Rhynchospora exserta C.B.Clarke[6]
- Rhynchospora fabrei C.B.Clarke[6]
- Rhynchospora fallax Uittien[6]
- Rhynchospora fascicularis (Michx.) Vahl[6]
- Rhynchospora fauriei Franch.[6]
- Rhynchospora fernaldii Gale[6]
- Rhynchospora filifolia A.Gray[6]
- Rhynchospora filiformis Vahl[6]
- Rhynchospora floridensis (Britton ex Small) H.Pfeiff.[6]
- Rhynchospora fluminensis L.B.Sm.[6]
- Rhynchospora foliosa (Kunth) L.B.Sm.[6]
- Rhynchospora fujiiana Makino[6]
- Braunes Schnabelried (Rhynchospora fusca (L.) W.T.Aiton): Es ist Europa[4] und Nordamerika verbreitet.[6]
- Rhynchospora gageri Britton: Sie kommt in Kuba vor.[6]
- Rhynchospora galeana Naczi, W.M.Knapp & G.Moor: Sie wurde 2010 erstbeschrieben. Sie ist in den südlichen USA und auf karibischen Inseln verbreitet.[6]
- Rhynchospora gaudichaudii (Brongn.) L.B.Sm.[6]
- Rhynchospora gigantea Link[6]
- Rhynchospora glaziovii Boeckeler[6]
- Rhynchospora globosa (Kunth) Roem. & Schult.[6]
- Rhynchospora globularis (Chapm.) Small[6]
- Rhynchospora glomerata (L.) Vahl[6]
- Rhynchospora gollmeri Boeckeler[6]
- Rhynchospora gracilenta A.Gray[6]
- Rhynchospora gracillima Thwaites[6]
- Rhynchospora grayi Kunth[6]
- Rhynchospora guaramacalensis M.T.Strong: Sie wurde 2006 aus Venezuela erstbeschrieben.[6]
- Rhynchospora ×hakkodensis Mochizuki: Diese Naturhybride aus Rhynchospora alba × Rhynchospora yasudana kommt in Japan vor.[6]
- Rhynchospora harleyi Silva Filho, W.W.Thomas & Boldrini: Sie wurde 2019 aus dem brasilianischen Bundesstaat Bahia erstbeschrieben.[6]
- Rhynchospora harperi Small[6]
- Rhynchospora harveyi W.Boott[6]
- Rhynchospora hassleri C.B.Clarke[6]
- Rhynchospora hatschbachii T.Koyama[6]
- Rhynchospora heterochaeta S.T.Blake[6]
- Rhynchospora hieronymi Boeckeler[6]
- Rhynchospora hildebrandtii Boeckeler[6]
- Rhynchospora hirsuta (Vahl) Vahl[6]
- Rhynchospora hirta (Nees) Boeckeler[6]
- Rhynchospora hirticeps (Kük.) T.Koyama[6]
- Rhynchospora hispidula Griseb.: Dieser Endemit kommt nur im westlichen Kuba vor.[6]
- Rhynchospora holoschoenoides (Rich.) Herter[6]
- Rhynchospora hookeri Boeckeler[6]
- Rhynchospora iberae Guagl.[6]
- Rhynchospora ierensis C.D.Adams[6]
- Rhynchospora imeriensis (Kük.) W.W.Thomas[6]
- Rhynchospora immensa Kük.[6]
- Rhynchospora inexpansa (Michx.) Vahl[6]
- Rhynchospora intermedia (Chapm.) Britton[6]
- Rhynchospora intermixta C.Wright[6]
- Rhynchospora inundata (Oakes) Fernald[6]
- Rhynchospora jaliscensis McVaugh[6]
- Rhynchospora jamaicensis Britton[6]
- Rhynchospora joveroensis Britton: Dieser Endemit kommt nur im westlichen Kuba vor.[6]
- Rhynchospora jubata Liebm.[6]
- Rhynchospora junciformis (Kunth) Boeckeler[6]
- Rhynchospora killipii Gross[6]
- Rhynchospora knieskernii J.Carey[6]
- Rhynchospora kunthii Nees ex Kunth[6]
- Rhynchospora lapensis C.B.Clarke[6]
- Rhynchospora latibracteata Guagl.[6]
- Rhynchospora latifolia (Baldwin ex Elliott) W.W.Thomas[6]
- Rhynchospora leae C.B.Clarke[6]
- Rhynchospora legrandii Kük. ex Barros[6]
- Rhynchospora leptocarpa (Chapm. ex Britton) Small[6]
- Rhynchospora leptorhyncha C.Wright: Dieser Endemit kommt nur im westlichen Kuba vor.[6]
- Rhynchospora leucoloma A.C.Araújo & Longhi-Wagner: Sie wurde 2003 aus dem südlichen Venezuela, Brasilien sowie östlichen Kolumbien erstbeschrieben.[6]
- Rhynchospora leucostachys Boeckeler[6]
- Rhynchospora lindeniana Griseb.[6]
- Rhynchospora lindmanii H.Pfeiff.[6]
- Rhynchospora locuples C.B.Clarke[6]
- Rhynchospora loefgrenii Boeckeler[6]
- Rhynchospora longa (Lindm.) H.Pfeiff.[6]
- Rhynchospora longibracteata Boeckeler[6]
- Rhynchospora longiflora C.Presl[6]
- Rhynchospora longisetis R.Br.[6]
- Rhynchospora luetzelburgiana Kük.[6]
- Rhynchospora macra (C.B.Clarke ex Britton) Small[6]
- Rhynchospora macrantha (Kunth) W.W.Thomas[6]
- Rhynchospora macrochaeta Steud. ex Boeckeler[6]
- Rhynchospora macrostachya Torr. ex A.Gray[6]
- Rhynchospora maguireana T.Koyama[6]
- Rhynchospora malasica C.B.Clarke[6]
- Rhynchospora mandonii C.B.Clarke[6]
- Rhynchospora marcelo-guerrae Luceño & M.Alves[6]
- Rhynchospora marisculus Lindl. & Nees[6]
- Rhynchospora marliniana Naczi, W.M.Knapp & W.W.Thomas: Sie wurde 2012 aus südöstlichen Mexiko und dem zentralamerikanischen Staaten Belize sowie Honduras erstbeschrieben.[6]
- Rhynchospora marquisensis F.Br.[6]
- Rhynchospora mayarensis León: Dieser Endemit kommt nur im östlichen Kuba vor.[6]
- Rhynchospora megalocarpa A.Gray[6]
- Rhynchospora megaplumosa E.L.Bridges & Orzell: Sie wurde 2000 aus dem zentralen Florida erstbeschrieben.[6]
- Rhynchospora megapotamica (A.Spreng.) H.Pfeiff.[6]
- Rhynchospora melanocarpa A.C.Araújo & W.W.Thomas: Sie wurde 2003 aus dem zentralen Bolivien sowie östlichen Kolumbien erstbeschrieben.[6]
- Rhynchospora mendoncana Boeckeler[6]
- Rhynchospora metralis C.B.Clarke[6]
- Rhynchospora mexicana (Liebm.) Steud.[6]
- Rhynchospora microcarpa Baldwin ex A.Gray[6]
- Rhynchospora microcephala (Britton) Britton[6]
- Rhynchospora miliacea (Lam.) A.Gray[6]
- Rhynchospora mixta Britton[6]
- Rhynchospora modesti-lucennoi Castrov.:[6] Sie kommt in Algerien, Marokko, Tunesien, Gibraltar, Portugal sowie Spanien vor.[4]
- Rhynchospora mollis (Wall.) Schult.[6]
- Rhynchospora montana (Uittien) H.Pfeiff.[6]
- Rhynchospora nanuzae Rocha & Luceño: Sie wurde 2002 aus dem brasilianischen Bundesstaat Minas Gerais erstbeschrieben.[6]
- Rhynchospora nardifolia (Kunth) Boeckeler[6]
- Rhynchospora neesii Steud.[6]
- Rhynchospora nervosa (Vahl) Boeckeler[6]
- Rhynchospora nipensis Britton[6]
- Rhynchospora nitens (Vahl) A.Gray[6]
- Rhynchospora nivea Boeckeler[6]
- Rhynchospora nuda Gale[6]
- Rhynchospora odorata C.Wright ex Griseb.[6]
- Rhynchospora oligantha A.Gray[6]
- Rhynchospora orbignyana (Brongn.) L.B.Sm.[6]
- Rhynchospora oreoboloidea Gómez-Laur.[6]
- Rhynchospora organensis C.B.Clarke[6]
- Rhynchospora pallida M.A.Curtis[6]
- Rhynchospora panduranganii Viji, Shaju & Geetha Kum.: Sie wurde 2014 aus dem indischen Bundesstaat Kerala erstbeschrieben.[6]
- Rhynchospora panicifolia Maury[6]
- Rhynchospora papillosa W.W.Thomas[6]
- Rhynchospora paraensis Schrad. ex Kunth[6]
- Rhynchospora paramora Steyerm.[6]
- Rhynchospora paranaensis A.C.Araújo & W.W.Thomas: Sie wurde 2004 aus dem brasilianischen Bundesstaat Paraná erstbeschrieben.[6]
- Rhynchospora patuligluma C.B.Clarke ex Lindm.[6]
- Rhynchospora pearcei (C.B.Clarke) W.W.Thomas[6]
- Rhynchospora pedersenii Guagl.[6]
- Rhynchospora perplexa Britton[6]
- Rhynchospora perrieri Cherm.[6]
- Rhynchospora peruviana (C.B.Clarke) W.W.Thomas[6]
- Rhynchospora pilosa Boeckeler[6]
- Rhynchospora pilulifera Bertol.[6]
- Rhynchospora pirrensis W.W.Thomas[6]
- Rhynchospora planifolia (T.Koyama) W.W.Thomas[6]
- Rhynchospora pleiantha (Kük.) Gale[6]
- Rhynchospora plumosa Elliott[6]
- Rhynchospora pluricarpa Pilg.[6]
- Rhynchospora plusquamrobusta Luceño & M.Martins[6]
- Rhynchospora polyantha teud.[6]
- Rhynchospora polyphylla (Vahl) Vahl[6]
- Rhynchospora polystachys (Turrill) H.Pfeiff.[6]
- Rhynchospora praecincta Maury ex Micheli[6]
- Rhynchospora prenteloupiana Boeckeler[6]
- Rhynchospora pruinosa Griseb.: Dieser Endemit kommt nur im östlichen Kuba vor.[6]
- Rhynchospora pseudomacrostachya Gerry Moore, Guagl. & Zartman: Sie wurde 2003 aus dem südlichen Brasilien erstbeschrieben.[6]
- Rhynchospora pterochaeta F.Muell.[6]
- Rhynchospora pubera (Vahl) Boeckeler[6]
- Rhynchospora pubisquama M.T.Strong: Sie wurde 2001 aus den Guyanas erstbeschrieben.[6]
- Rhynchospora punctata Elliott[6]
- Rhynchospora pura (Nees) Griseb.[6]
- Rhynchospora racemosa C.Wright[6]
- Rhynchospora radicans (Schltdl. & Cham.) H.Pfeiff.[6]
- Rhynchospora rariflora (Michx.) Elliott[6]
- Rhynchospora recognita (Gale) Kral[6]
- Rhynchospora recurvata (Nees) Steud.[6]
- Rhynchospora reitzii Silva Filho, W.W.Thomas & Boldrini: Sie wurde 2018 aus dem brasilianischen Bundesstaat Santa Catarina erstbeschrieben.[6]
- Rhynchospora reptans (Rich.) Kük.[6]
- Rhynchospora rheophytica W.W.Thomas & Silva Filho: Sie wurde 2018 aus dem brasilianischen Bundesstaat Bahia erstbeschrieben.[6]
- Rhynchospora ridleyi C.B.Clarke[6]
- Rhynchospora riedeliana C.B.Clarke[6]
- Rhynchospora rigidifolia (Gilly) T.Koyama[6]
- Rhynchospora rionegrensis P.Weber & W.W.Thomas[6]
- Rhynchospora riparia (Nees) Boeckeler[6]
- Rhynchospora robusta (Kunth) Boeckeler[6]
- Rhynchospora roraimae Kük.[6]
- Rhynchospora rosae W.W.Thomas[6]
- Rhynchospora rosemariana D.A.Simpson[6]
- Rhynchospora rostrata Lindm.[6]
- Rhynchospora rubra (Lour.) Makino[6]
- Rhynchospora rudis C.B.Clarke[6]
- Rhynchospora rugosa (Vahl) Gale[6]
- Rhynchospora ruiziana Boeckeler[6]
- Rhynchospora rupestris A.C.Araújo & W.W.Thomas: Sie wurde 2008 aus Bolivien, Paraguay sowie Brasilien erstbeschrieben.[6]
- Rhynchospora rupicola M.T.Strong[6]
- Rhynchospora sampaioana Gross[6]
- Rhynchospora sanariapensis Steyerm.[6]
- Rhynchospora sartoriana Boeckeler[6]
- Rhynchospora saxisavannicola M.T.Strong[6]
- Rhynchospora scabrata Griseb.: Dieser Endemit kommt nur in der Sierra de Nipe im östlichen Kuba vor.[6]
- Rhynchospora schiedeana Kunth[6]
- Rhynchospora schmidtii Kük.[6]
- Rhynchospora schomburgkiana (Boeckeler) T.Koyama[6]
- Rhynchospora scirpoides (Torr.) Griseb.[6]
- Rhynchospora sclerioides Hook. & Arn.[6]
- Rhynchospora scutellata Griseb.[6]
- Rhynchospora seccoi C.S.Nunes, Silva Filho & A.Gil[6]
- Rhynchospora sellowiana Steud.[6]
- Rhynchospora semiinvolucrata J.Presl & C.Presl[6]
- Rhynchospora serrana Silva Filho, W.W.Thomas & Boldrini[6]
- Rhynchospora seslerioides Griseb.: Sie kommt nur in Kuba vor.[6]
- Rhynchospora setigera (Kunth) Griseb.[6]
- Rhynchospora shaferi Britton: Dieser Endemit kommt nur in der Sierra de Nipe im östlichen Kuba vor.[6]
- Rhynchospora siguaneana Britton Dieser Endemit kommt nur auf der kubanischen Isla de la Juventud vor.[6]
- Rhynchospora simplex (Kük.) Kük.[6]
- Rhynchospora smithii W.W.Thomas[6]
- Rhynchospora sola Gale[6]
- Rhynchospora solitaria R.M.Harper[6]
- Rhynchospora sparsiflora (Kunth) L.B.Sm.[6]
- Rhynchospora speciosa (Kunth) Boeckeler[6]
- Rhynchospora splendens Lindm.[6]
- Rhynchospora spruceana C.B.Clarke[6]
- Rhynchospora squamulosa Kük.[6]
- Rhynchospora stenocarpa Kunth[6]
- Rhynchospora stenophylla Chapm.[6]
- Rhynchospora steyermarkii T.Koyama[6]
- Rhynchospora stiletto Naczi & Ciafré[6]
- Rhynchospora stolonifera (Nees) Boeckeler[6]
- Rhynchospora stricta Boeckeler[6]
- Rhynchospora subdicephala T.Koyama[6]
- Rhynchospora subimberbis Griseb.: Dieser Endemit kommt nur im westlichen Kuba vor.[6]
- Rhynchospora sublanata Lindeman & Donsel.[6]
- Rhynchospora submarginata Kük.[6]
- Rhynchospora subplumosa C.B.Clarke[6]
- Rhynchospora subsetigera H.Pfeiff.[6]
- Rhynchospora subsetosa C.B.Clarke[6]
- Rhynchospora subtenuifolia Kük.[6]
- Rhynchospora subtilis Boeckeler[6]
- Rhynchospora sulcata Gale[6]
- Rhynchospora talamancensis Gómez-Laur. & W.W.Thomas: Sie wurde 1992 erstbeschrieben und kommt von Costa Rica über Panamá bis Kolumbien vor.[6]
- Rhynchospora tenella (Nees) Boeckeler[6]
- Rhynchospora tenerrima Nees ex Spreng.[6]
- Rhynchospora tenuiflora (Brongn.) L.B.Sm.[6]
- Rhynchospora tenuifolia Griseb.[6]
- Rhynchospora tenuis Link[6]
- Rhynchospora tepuiana Steyerm.[6]
- Rhynchospora terminalis (Nees) Steud.[6]
- Rhynchospora testacea Boeckeler[6]
- Rhynchospora thornei Kral[6]
- Rhynchospora tomentosa Steyerm.[6]
- Rhynchospora torresiana Britton & Standl.[6]
- Rhynchospora torreyana A.Gray[6]
- Rhynchospora tracyi Britton[6]
- Rhynchospora trichochaeta C.B.Clarke[6]
- Rhynchospora trichophora Nees[6]
- Rhynchospora triflora Vahl[6]
- Rhynchospora trispicata (Nees) Schrad. ex Steud.[6]
- Rhynchospora tuerckheimii C.B.Clarke ex Kük.[6]
- Rhynchospora umbraticola Poepp. & Kunth[6]
- Rhynchospora unguinux C.S.Nunes & A.Gil[6]
- Rhynchospora unisetosa T.Koyama[6]
- Rhynchospora urbanii Boeckeler[6]
- Rhynchospora velutina (Kunth) Boeckeler[6]
- Rhynchospora vulcani Boeckeler[6]
- Rhynchospora warmingii Boeckeler[6]
- Rhynchospora waspamensis Kral & W.W.Thomas[6]
- Rhynchospora watsonii (Britton) Davidse[6]
- Rhynchospora widgrenii Boeckeler[6]
- Rhynchospora wightiana (Nees) Steud.[6]
- Rhynchospora wrightiana Boeckeler[6]
- Rhynchospora yasudana Makino[6]
- Rhynchospora zacualtipanensis M.T.Strong: Sie wurde 2000 aus dem mexikanischen Bundesstaat Hidalgo erstbeschrieben.[6]